# California
La California (/kaliˈfɔrnja/, in spagnolo [kaliˈfoɾnja]; in inglese , [ˌkæɫɪˈfɔɹnjə]) (sigla CA) è uno Stato federato degli Stati Uniti d'America situato nel sud della West Coast, affacciato sull'Oceano Pacifico, che occupa una parte dell'omonima regione geografica (la Bassa California appartiene al Messico). Confina con l'Oregon a nord, con Nevada e Arizona a est, e con lo Stato messicano della Bassa California a sud. Con circa 39,2 milioni di abitanti, è il più popoloso Stato degli Stati Uniti d'America, e con i suoi 423970 km² di estensione è il terzo per superficie ed è variegato sia per geografia fisica sia da un punto di vista demografico. Costituisce anche la suddivisione amministrativa più popolosa del Nord America e la 34ª più popolosa del mondo. L'area della Grande Los Angeles e della baia di San Francisco sono rispettivamente la seconda e la quinta area urbana più popolata, la prima con 18,7 milioni di residenti e la seconda con 9,6 milioni. Sacramento è la capitale dello Stato, mentre Los Angeles ne è la città più popolosa, e la seconda degli Stati Uniti d'America. La contea di Los Angeles è la contea più popolata degli Stati Uniti d'America, mentre quella di San Bernardino è la più estesa (l'Alaska ha alcune suddivisioni territoriali più estese, ma non si chiamano contee). San Francisco, che è considerata sia una città sia una contea, è la seconda città più popolata della California, e la quinta degli Stati Uniti d'America. La California meridionale è densamente popolata, mentre quella settentrionale lo è di meno. La grande maggioranza della popolazione vive entro una fascia di 80 km dall'Oceano Pacifico.
L'economia della California, con un prodotto interno lordo di 4.132 miliardi di dollari alla fine del 2024, è la maggiore economia sub-nazionale del mondo. Se fosse un Paese indipendente, sarebbe la quarta economia del mondo (nel 2020) e il 37º Paese più popoloso. Le aree della Greater Los Angeles e della baia di San Francisco sono la seconda e la terza economia urbana degli USA  (rispettivamente 1 miliardo e 0,5 miliardi di dollari, nel 2020, precedute solo dall'area metropolitana di New York con 1,7 miliardi di dollari). L'area statistica della Baia di San Francisco nel 2018 aveva il maggiore prodotto interno lordo pro capite (106 757 $) tra le maggiori aree statistiche della nazione, ed è sede di cinque delle dieci maggiori compagnie per capitalizzazione e quattro delle dieci persone più ricche del mondo.
Prima della colonizzazione europea, la California era una delle aree più diversificate culturalmente e linguisticamente nell'America precolombiana, e aveva la densità di popolazione più alta di nativi americani a nord dell'attuale Messico. Le esplorazioni europee del XVI e XVII secolo portarono alla colonizzazione della California da parte dell'Impero spagnolo; nel 1804, fu inclusa nella provincia dell'Alta California all'interno del Vicereame della Nuova Spagna. L'area divenne parte del Messico nel 1821, a seguito della guerra di indipendenza, ma fu ceduta agli Stati Uniti d'America nel 1848 a seguito della guerra messico-statunitense. La corsa all'oro californiana ebbe inizio nel 1848 e portò a cambiamenti sociali e demografici drammatici, come immigrazione in larga scala verso la California, boom economico globale, ed il genocidio di popoli indigeni. La porzione occidentale dell'Alta California fu poi organizzata e ammessa come 31º Stato il 9 settembre 1850, a seguito del Compromesso del 1850.
Molti contributi alla cultura popolare, ad esempio nell'intrattenimento e nello sport, provengono dalla California; anche nel campo delle comunicazioni, informazione, innovazione, ambientalismo, economia e politica, lo Stato è molto attivo. In California si trova Hollywood, la più antica e la maggiore industria cinematografica del mondo, che ha avuto una profonda influenza sull'intrattenimento globale. È considerata l'origine della controcultura hippy, della cultura del surf e dell'auto, e del personal computer, tra le altre innovazioni. L'area della baia di San Francisco e della Grande Los Angeles sono viste generalmente come centro della tecnologia globale e dell'industria del film, rispettivamente. L'economia della California è molto diversificata: il 58% è basata sulla finanza, sul governo, sugli immobili, sulla tecnologia e sui servizi professionali, scientifici, di business e tecnici. Anche se conta solo l'1,5% dell'economia dello Stato, l'agricoltura californiana ha il raccolto più elevato di ogni altro Stato degli USA. I porti della California gestiscono circa un terzo di tutte le importazioni statunitensi, che hanno origine principalmente nell'anello del Pacifico.
La geografia estremamente diversificata dello Stato varia dalla costa pacifica e le aree metropolitane dell'ovest alle montagne della Sierra Nevada nella parte orientale, e dalle foreste di sequoia e abeti di Douglas nel nord-ovest, fino al deserto del Mojave nel sud-est; la Central Valley, area principalmente agricola, domina il centro dello Stato. Anche se la California è nota per il tiepido clima mediterraneo e per la stagione dei monsoni, le grandi dimensioni dello Stato portano a variazioni del clima che vanno dalle umide foreste pluviali temperate al nord, al clima desertico nell'interno, fino al clima alpino nevoso sulle montagne. Tutti questi fattori portano a un'enorme necessità di acqua; nel tempo, la siccità e gli incendi sono diventati più frequenti e più gravi, a causa del cambiamento climatico e dell'estrazione delle acque, diventando meno legati alle stagioni e più costanti durante l'anno, mettendo sotto pressione sempre di più la fornitura di elettricità e la sicurezza idrica e causando un forte impatto sui commerci e sull'industria, oltre che sull'agricoltura.

## Origini del nome
Un'origine probabile è dal nativo americano kali forno, che significa "alta montagna". Un'altra probabile origine è da Las sergas de Esplandián, un poema spagnolo in cui venivano descritte la regina Califia e la sua isola paradisiaca, l'Isola di California (entrambe le parole di possibile etimo greco, da "kalí fía", buona fortuna, ma anche "kali fornia" ha un senso da "kalí", buono, ed il verbo "fére", portare o "ferne", porta) a sua volta ispirandosi ad un passo incomprensibile della Chanson de Roland (XI secolo), che al v. 2 924 cita il toponimo di Califerne In realtà l'origine del nome è oggetto di disputa.
Il soprannome ufficiale della California è "The Golden State" (lo Stato dell'oro), con riferimento alla corsa all'oro californiana, ma è chiamato anche "Lo Stato del Sole", dato il suo clima subtropicale molto soleggiato e arido.

## Geografia fisica

### Territorio

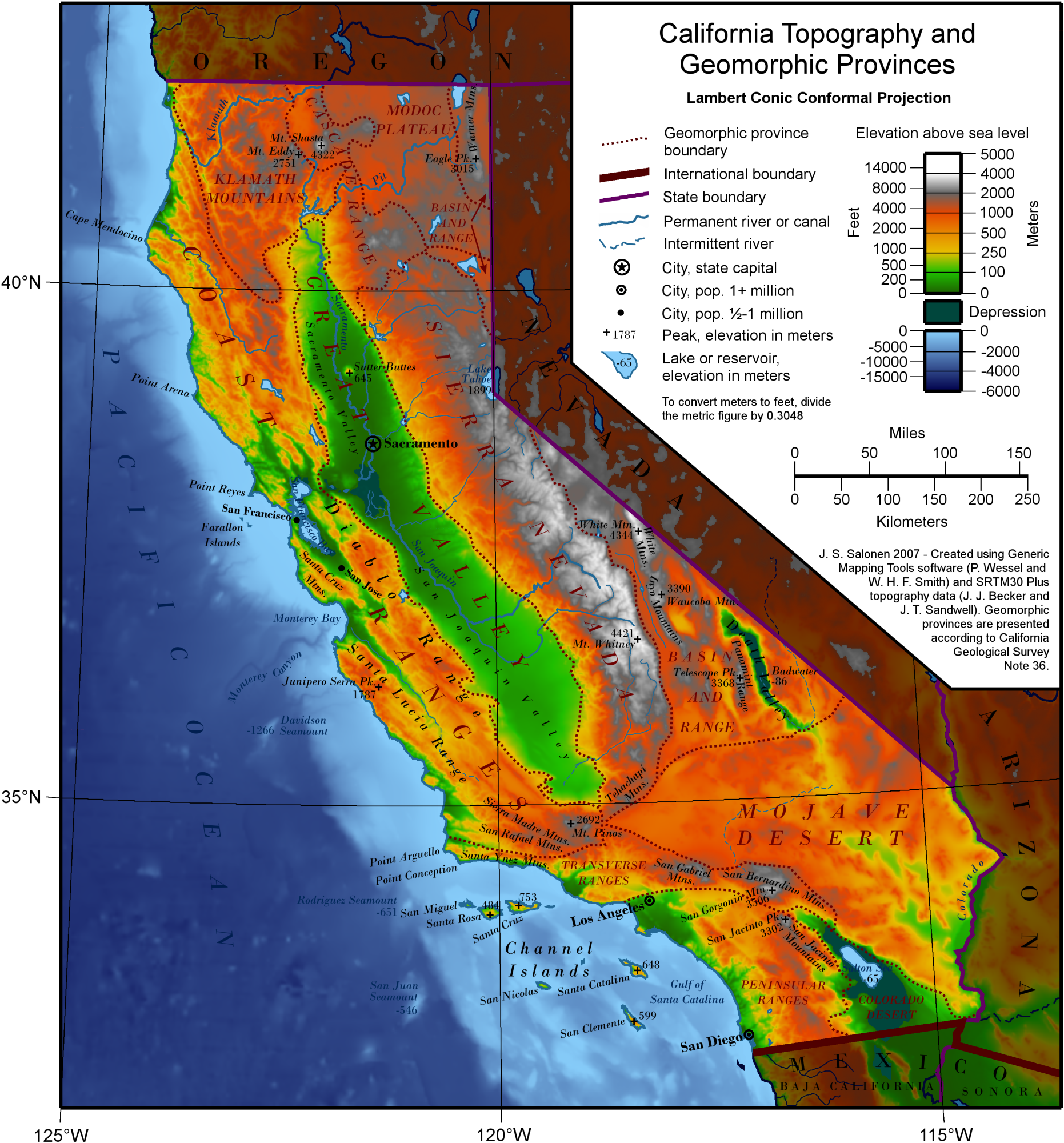
Carta topografica della California

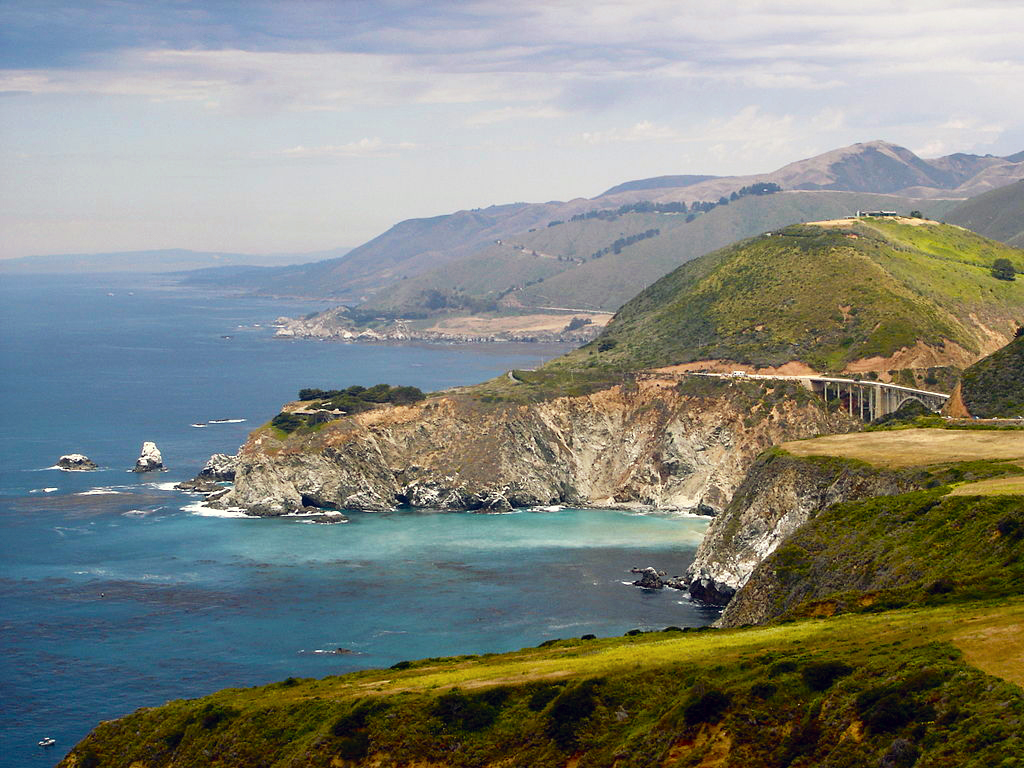
Vista della costa pacifica nel Big Sur

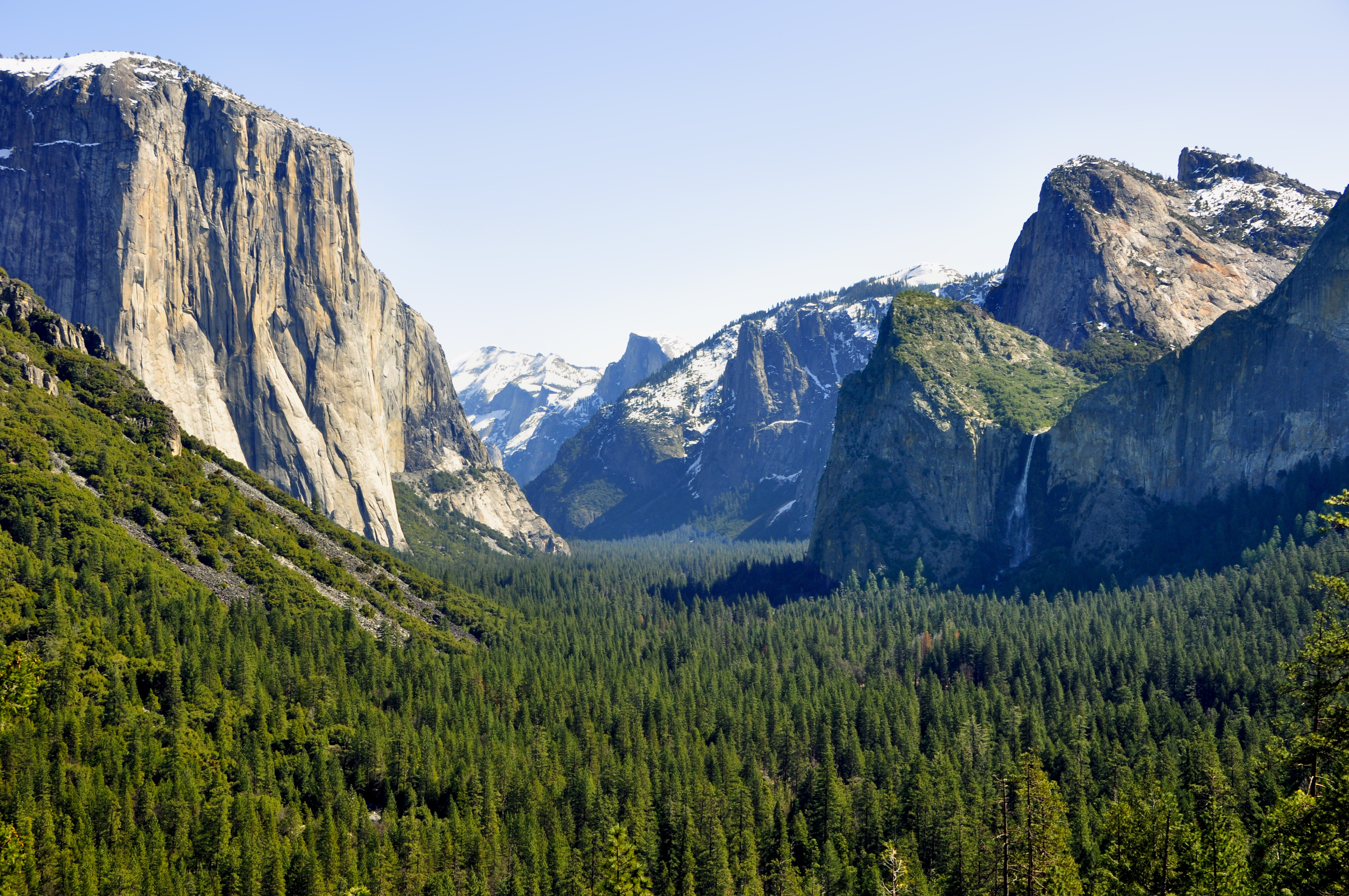
Il Parco nazionale di Yosemite

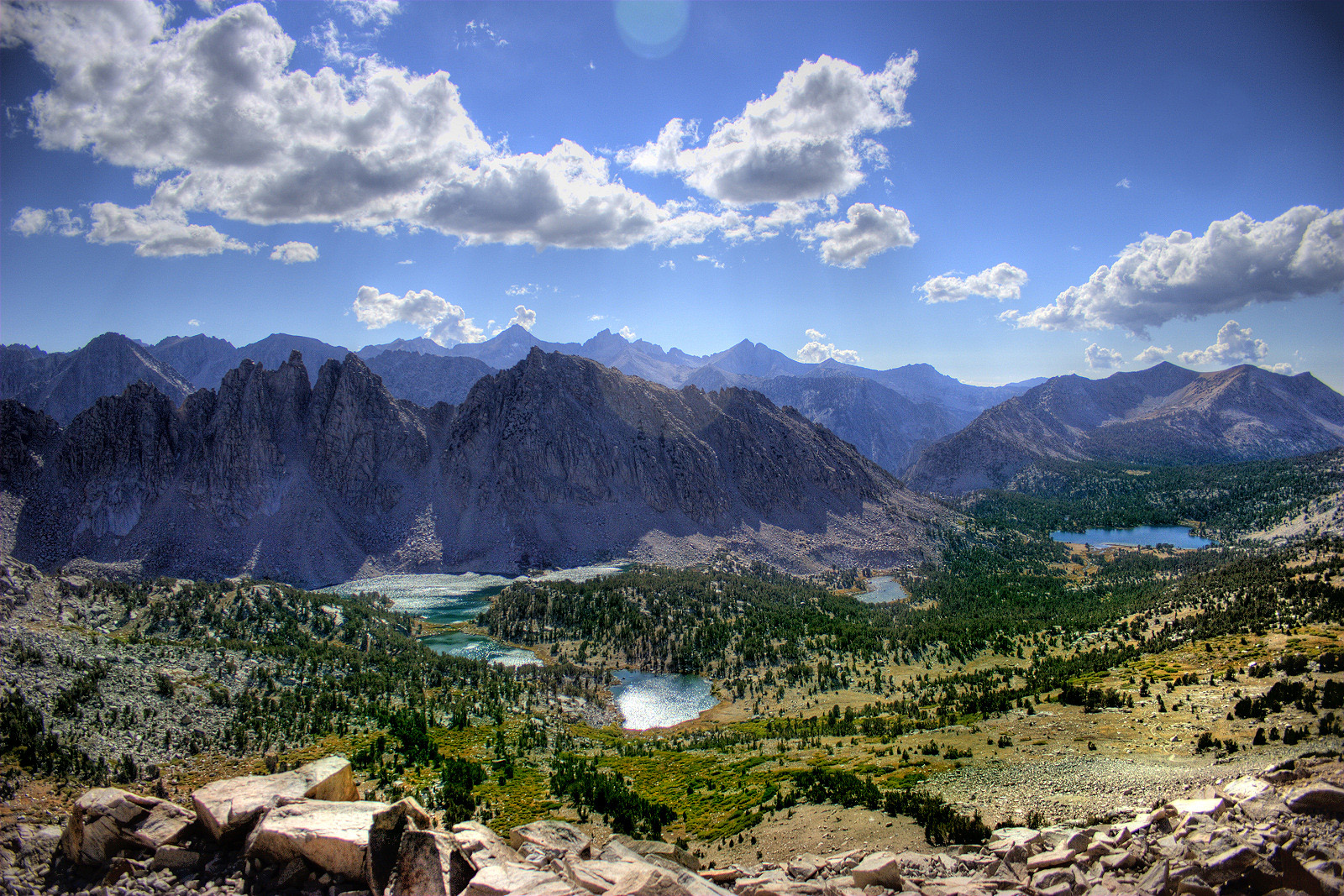
Sierra Nevada

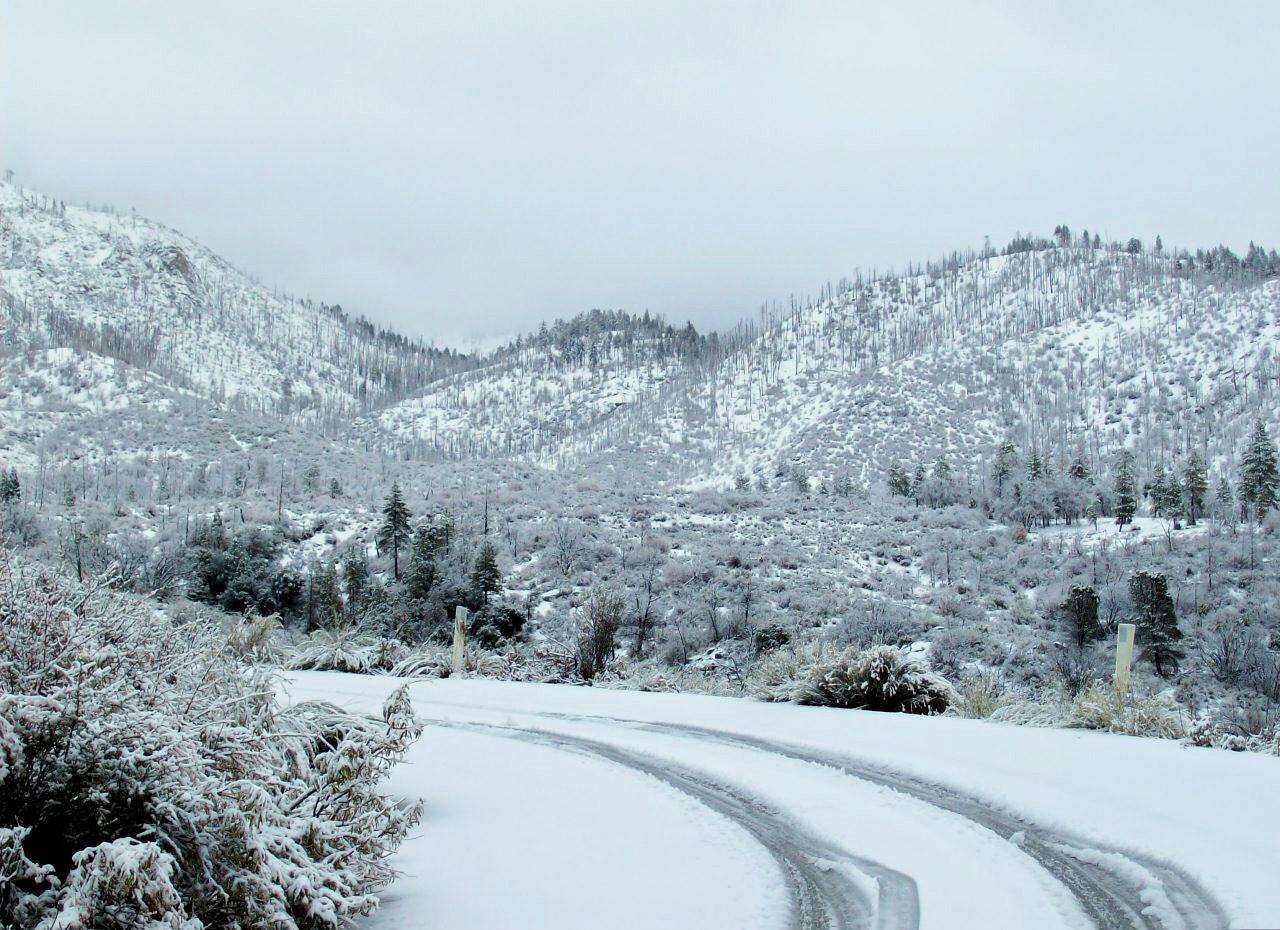
Neve sulle montagne del sud della California

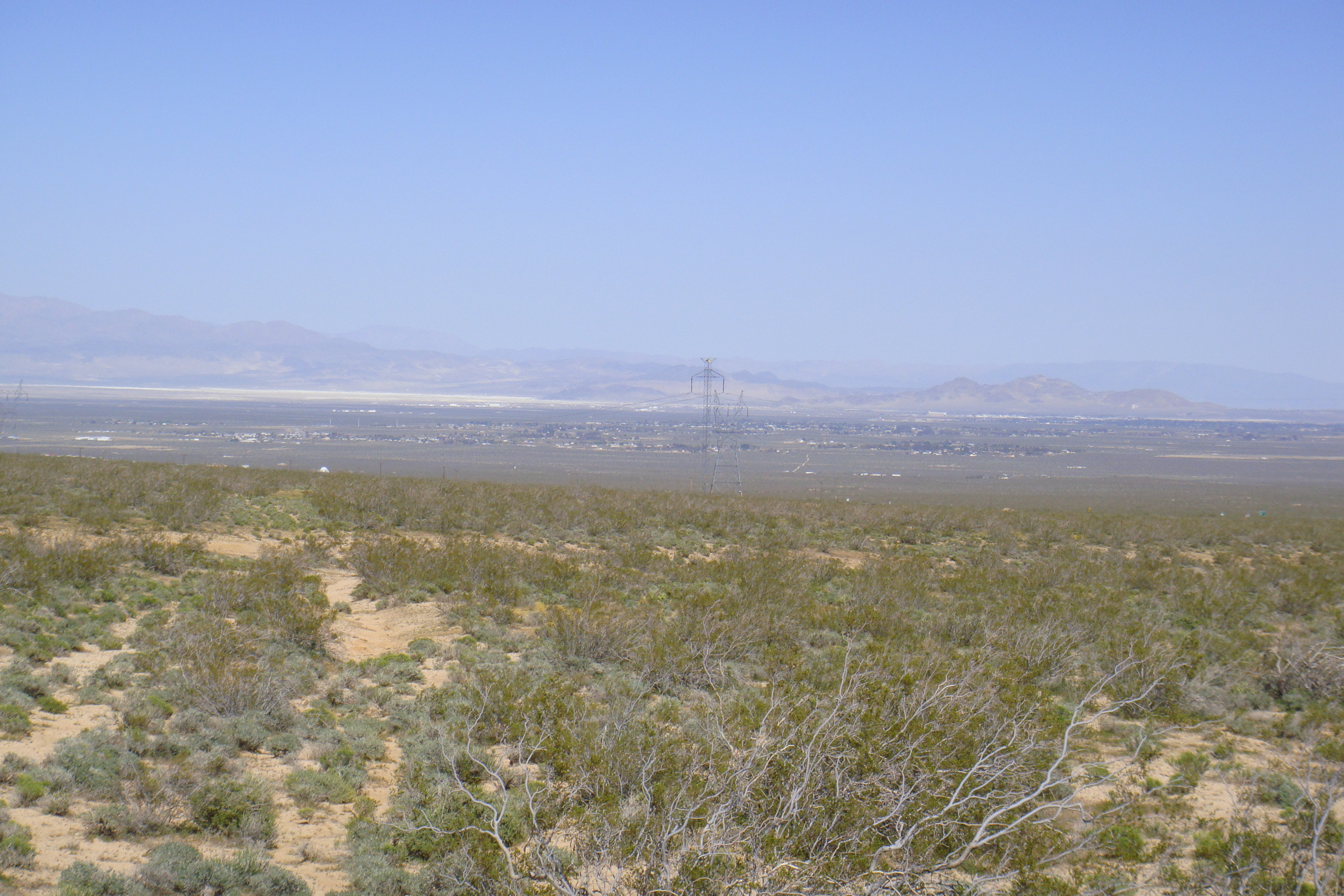
Il Deserto del Mojave

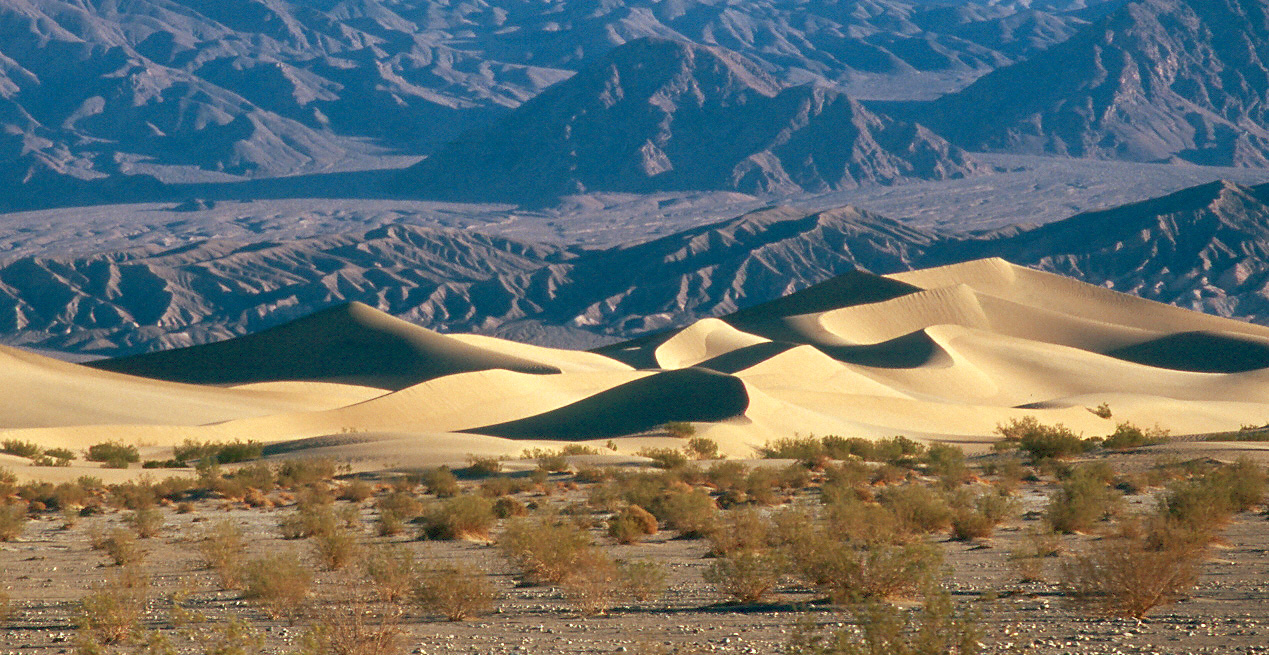
La Valle della Morte

La California confina a nord con l'Oregon, ad est con il Nevada, a sud-est con l'Arizona, a sud con lo Stato messicano della Bassa California e ad ovest con l'Oceano Pacifico. Con una superficie di 423970 km² è il terzo Stato americano per estensione, dopo l'Alaska ed il Texas.
La geografia californiana è molto varia e complessa. Al centro dello Stato giace la Valle centrale di California, contornata dalle montagne costiere a ovest, dalla Sierra Nevada ad est, dalla Catena delle cascate a nord e dai Monti Tehachapi a sud. La Valle centrale è il cuore agricolo della California e produce alimenti in una quantità rilevante per gli interi Stati Uniti. La metà più settentrionale è nota anche come la valle del Sacramento (bagnata dal fiume Sacramento), mentre la parte meridionale, parzialmente desertica, è nota come la valle di San Joaquin (bagnata dal fiume San Joaquin). Mediante dragaggio, sia il fiume Sacramento sia il San Joaquin riescono a mantenersi sufficientemente profondi da permettere a diverse città dell'interno di essere città portuali. Inoltre questi corsi d'acqua costituiscono la principale fonte di approvvigionamento idrico dello Stato.
Le Channel Islands si trovano al largo della costa meridionale e sono un'oasi faunistica di grande rilievo.
La Sierra Nevada ("catena innevata", omonima del massiccio montuoso spagnolo) presenta la cima più alta di tutti i 48 Stati contigui, il Monte Whitney (4421 m), il famoso Parco nazionale di Yosemite e un profondo lago d'acqua dolce, il lago Tahoe, il più grande dello Stato per volume d'acqua. Ad est della Sierra Nevada ci sono la Valle di Owens, che la separa dalle White Mountains, ed il lago Mono, un habitat di grande importanza per gli uccelli migratori. Nella parte più occidentale dello Stato c'è il lago Clear (180 km²). La Sierra Nevada raggiunge temperature artiche in inverno ed ha diverse dozzine di piccoli ghiacciai, tra i quali il ghiacciaio più meridionale di tutti gli Stati Uniti, il Palisade.
Circa il 45% dell'intera superficie dello Stato è coperto da foreste (solo l'Alaska ha una percentuale superiore), e la diversità nelle specie di pini della California non si riscontra in nessun altro Stato. Nel sud c'è un grande lago salato, il Salton Sea.
I deserti coprono circa il 25% del territorio statale. Il deserto della parte centro meridionale è chiamato Deserto del Mojave; a nord-est del Mojave si apre la Valle della Morte, nella quale si trova il punto più basso e più caldo dell'America del Nord, il Badwater Flat. La depressione più alta della Valle della Morte e la cima del Monte Whitney sono a meno di 300 km di distanza. Quasi tutto il Sud della California è arido, molto caldo e desertico, con temperature che normalmente raggiungono valori elevatissimi in estate.
Lungo la costa si incontrano le maggiori aree metropolitane: San José-San Francisco-Oakland, Los Angeles-Long Beach, Santa Ana-Irvine-Anaheim e San Diego.
La California è famosa per i terremoti. Questi sono dovuti alla presenza di faglie, in particolare la faglia di Sant'Andrea. È anche soggetta al rischio di tsunami, incendi boschivi, frane e conta numerosi vulcani.

### Clima
Il clima californiano è vario, anche a causa della notevole estensione in latitudine: lungo le coste meridionali esso è complessivamente di tipo temperato caldo/subtropicale, con regime termico e pluviometrico molto simile a quello proprio del clima mediterraneo e vegetazione mediterranea. In queste aree gli inverni non sono piovosi e sono caratterizzati da temperature tiepide (a gennaio 15 °C a Los Angeles, 17 °C a San Diego), mentre le estati risultano in genere calde (28 °C di giorno ad agosto a Los Angeles, 30 °C di giorno a San Diego) e complessivamente secche e ventilate; le aree litoranee settentrionali hanno invece un clima di tipo temperato oceanico, sub-umido, con inverni miti e piovosi (l'isoterma degli 8 °C in gennaio lambisce la costa in prossimità del confine con l'Oregon), al contrario le estati sono fresche (medie di agosto e settembre attorno ai 18 °C), perché il mare è assai freddo in rapporto alla latitudine (per effetto della Corrente della California), questo determina una sensibile azione di raffreddamento sulle masse d'aria stazionanti in prossimità delle zone litoranee, ciò nonostante, anche nelle regioni settentrionali le estati sono assai poco piovose.
Posta nel settore centrale della California la baia di San Francisco, insenatura piuttosto stretta e profonda, in cui si insinua un ramo della fredda corrente della California, è contraddistinta da condizioni climatiche peculiari, se infatti il regime termico invernale non è dissimile da quello delle altre aree californiane centro-settentrionali (media di gennaio di 9,6 °C a San Francisco), le fredde acque marine superficiali condizionano pesantemente il clima di questa ristretta fascia litoranea e determinano estati fresche (specialmente in giugno-luglio) e diffuse condizioni di nebulosità estiva.
A mano a mano che ci si allontana dalla costa l'effetto dell'Oceano Pacifico sul clima californiano tende ad attenuarsi, mentre aumenta quello indotto dall'orografia; infatti se nella pianura sublitoranea della Valle centrale abbiamo ancora un regime termico non troppo dissimile da quello costiero, seppure con inverni leggermente più freddi, estati più calde e un'escursione termica diurna decisamente più ampia, spostandosi verso le montagne rocciose le precipitazioni tendono ad aumentare, mentre di pari passo diminuiscono le temperature medie, il regime termico/pluviometrico diventa progressivamente di tipo alpino. Infine le regioni sud-orientali dello Stato, caratterizzate da tabulati, penepiani e da diversi bacini endoreici chiusi, sono contraddistinte da un clima di tipo desertico, la cui massima esasperazione si riscontra nella profonda depressione della Valle della Morte dove in estate sono state registrate temperature tra le più alte mai misurate sulla Terra e dove le precipitazioni medie sono scarsissime (pochi mm/m² all'anno).
| Località      | agosto (°F) | agosto (°C) | dicembre (°F) | dicembre (°C) |
| ------------- | ----------- | ----------- | ------------- | ------------- |
| Los Angeles   | 84/64       | 29/18       | 67/47         | 20/8          |
| LA Shoreline  | 75/65       | 23/18       | 64/48         | 18/9          |
| San Jose      | 82/58       | 27/14       | 58/42         | 14/5          |
| San Francisco | 68/55       | 20/12       | 57/46         | 14/8          |
| San Diego     | 76/66       | 24/19       | 64/48         | 18/9          |
| Oakland       | 73/57       | 23/14       | 58/44         | 14/7          |
| Sacramento    | 91/58       | 33/14       | 54/38         | 12/3          |
| Fresno        | 97/66       | 36/19       | 55/38         | 12/3          |
| Riverside     | 96/64       | 35/18       | 68/41         | 21/5          |

### Idrografia

#### Fiumi
I due fiumi più importanti della California sono il fiume Sacramento (719 km) e il fiume di San Joaquin (530 km), che attraversano la Valle centrale, contornando il versante occidentale della Sierra Nevada, e si uniscono vicino a San Francisco sfociando nella Baia di San Francisco. Diversi affluenti importanti alimentano il Sacramento e San Joaquin, tra cui il Pit, il Tuolumne e il Feather.
Tra i fiumi minori, fuori del bacino del Sacramento-San Joaquin, sono da segnalare nella parte settentrionale il Klamath (423 km) e l'Eel ("Fiume delle Anguille", 315 km) e nella parte centrale il Salinas (282 km). Nella parte meridionale dello Stato ci sono solo fiumi più brevi (in particolare il Santa Ana, 154 km) o senza sbocco al mare come il fiume Mojave (177 km) o il fiume Amargosa che si origina in Nevada e che alimenta l'acquifero della Valle della Morte e il Bacino di Badwater.
Il fiume Colorado (2339 km) bagna marginalmente la California lungo il confine sud-est con l'Arizona.

#### Laghi
La California divide con il Nevada il lago Tahoe (496 km², circa il 30% più del lago di Garda), considerato il più grande lago di tipo alpino negli Stati Uniti.
Numerosi sono i laghi salati di vario tipo, tutti endoreici: tra i più importanti, a nord c'è il lago Goose (Lago delle Oche, 368 km²), diviso con l'Oregon; al centro il lago Mono (180 km²), di origine vulcanica; al sud il grande lago Salton (889 km²), che si è formato in tempi recenti (1905) sul luogo dove già era esistito un lago simile durante il Pleistocene.

### Flora e fauna
La California è uno degli stati ecologicamente più ricchi e diversificati degli Stati Uniti e del mondo. La sua estensione latitudinale, la varietà di rilievi e climi, nonché la presenza di ambienti che spaziano dalle coste oceaniche ai deserti aridi, dalle valli fertili alle foreste montane, rendono questo territorio un autentico mosaico ecologico. Questa varietà di habitat ha favorito lo sviluppo di una straordinaria biodiversità, con un alto numero di specie endemiche, sia vegetali che animali.
La flora californiana comprende oltre 6500 specie di piante vascolari, circa un terzo delle quali è endemico dello stato. La regione è dominata dalla California Floristic Province, riconosciuta come uno dei 36 hotspot mondiali di biodiversità. Nelle foreste montane della Sierra Nevada crescono conifere imponenti, tra cui la sequoia gigante (Sequoiadendron giganteum) e il pino giallo (Pinus ponderosa), mentre lungo la costa settentrionale prosperano le sequoie costiere (Sequoia sempervirens), gli alberi più alti del pianeta. Le regioni centrali e meridionali ospitano ecosistemi di tipo mediterraneo, con chaparral e macchia dominati da arbusti adattati alla siccità, come la manzanita (Arctostaphylos sp.), il Ceanothus e varie specie di salvia. Nei deserti del Mojave e del Colorado, la vegetazione si è evoluta per resistere a condizioni estreme: spiccano l'albero di Giosuè (Yucca brevifolia), diversi tipi di cactus, e l'ocotillo (Fouquieria splendens), dalle lunghe infiorescenze rosse.
La fauna californiana riflette la ricchezza ambientale dello stato. Tra i mammiferi più rappresentativi si annoverano il puma (Puma concolor), il coyote (Canis latrans), il cervo mulo (Odocoileus hemionus), la volpe grigia (Urocyon cinereoargenteus) e l'orso nero della California (Ursus americanus californiensis), ancora presente in diverse aree montane. Il lupo grigio (Canis lupus), estinto per decenni nello stato, è stato recentemente reintrodotto in alcune aree settentrionali. Storicamente, la California ospitava anche il grizzly californiano (Ursus arctos californicus), oggi estinto. I deserti ospitano specie adattate a climi aridi, tra cui la lucertola cornuta (Phrynosoma platyrhinos) e varie specie di serpenti, tra cui crotali e serpenti reali. La regione ospita anche una ricca erpetofauna, con rane e salamandre endemiche, come la rana rossa della California (Rana draytonii). Il patrimonio ornitologico californiano è tra i più ricchi del Nord America, con oltre 600 specie segnalate. Particolarmente emblematico è il condor della California (Gymnogyps californianus), uno dei più grandi uccelli volanti del mondo e oggetto di complessi programmi di conservazione. Tra gli uccelli più comuni vi sono il colibrì di Anna (Calypte anna), il picchio di Lewis, l'aquila reale e numerose specie migratorie che utilizzano la Central Valley come importante rotta stagionale. Le zone costiere e marine accolgono una fauna altrettanto varia: foche, leoni marini, lontre di mare, orche, balene grigie e megattere si osservano regolarmente lungo le coste del Pacifico.
La straordinaria ricchezza di specie e ambienti rende la California uno degli stati americani più attivi nella tutela ambientale. Tuttavia, la biodiversità californiana è costantemente minacciata dall'urbanizzazione, dall'agricoltura intensiva, dagli incendi boschivi sempre più frequenti e dai cambiamenti climatici. A fronte di queste sfide, lo stato ha istituito un'ampia rete di aree protette, tra cui numerosi parchi nazionali come Yosemite, Redwood, Sequoia e Joshua Tree, oltre a foreste nazionali, riserve marine e parchi statali, che giocano un ruolo fondamentale nella conservazione degli ecosistemi californiani e delle sue specie autoctone.

## Storia
Abitata da successive ondate di arrivi durante gli ultimi 13 000 anni, la California fu una delle aree più diversificate culturalmente e linguisticamente nell'America precolombiana. Varie stime delle popolazioni native spaziano da 100 000 a 300 000 persone; i popoli indigeni della California includono più di 70 gruppi etnici distinti di nativi americani facenti parte sia di grandi gruppi di popolazione che vivevano sulla costa, sia di piccoli gruppi nell'interno. I gruppi californiani erano anche diversi nelle loro organizzazioni politiche, con bande, tribù, villaggi, oltre a domini (principalmente sulla costa, più ricca di risorse), come i Chumash, i Pomo e i Salinan. I commerci, i matrimoni tra persone di diverse etnie, e le alleanza militari forgiarono molte relazioni sociali ed economiche tra i diversi gruppi.
Il primo europeo a esplorare la costa californiana fu Juan Rodríguez Cabrillo nel 1542, seguito da Francis Drake nel 1579. A partire dal 1769, i missionari francescani spagnoli impiantarono minuscoli insediamenti su enormi concessioni di terreni nell'ampio territorio a nord della California spagnola propriamente detta (l'attuale Bassa California). Dopo l'indipendenza del Messico dalla Spagna, le missioni californiane divennero proprietà del governo messicano e furono rapidamente dismesse e abbandonate, mentre la popolazione europea del posto rimase generalmente filospagnola fino al 1822.
California era il nome dato alla parte nordoccidentale dell'Impero spagnolo in America del Nord. La posizione strategica della regione sollevò sin dal primo XIX secolo le rivendicazioni inglesi, francesi e russe sul suo territorio (costruzione della base commerciale russa di Fort Ross, 1812). La forte immigrazione di coloni dagli Stati Uniti, provocata anche dalla scoperta dell'oro, scatenò la guerra messico-statunitense del 1846-48, in seguito alla quale la regione venne divisa tra Messico e Stati Uniti. La parte messicana, Baja California (Bassa California), fu poi suddivisa negli Stati della Bassa California e Bassa California del Sud. La parte statunitense, Alta California, divenne lo Stato della California il 9 settembre 1850.
Nel 1848 la popolazione di lingua spagnola della lontana alta California era di circa 4 000 persone ma, dopo la scoperta della presenza di oro nel sottosuolo californiano, la popolazione aumentò rapidamente grazie all'afflusso di americani e di qualche europeo per la corsa all'oro californiana. Venne fondata una repubblica, con una sua bandiera raffigurante un orso d'oro e una stella. La Repubblica giunse alla fine quando il commodoro John D. Sloat della marina degli Stati Uniti entrò nella Baia di San Francisco rivendicando la California per gli Stati Uniti. Nel 1850 lo Stato venne ammesso nell'Unione.
Durante la guerra civile americana il supporto popolare rimase diviso tra i partigiani del Nord e quelli del Sud, e sebbene ufficialmente la California si schierasse con il Nord, volontari parteciparono alla guerra su entrambi i fronti.
La connessione della costa pacifica con le già popolose metropoli dell'Est arrivò nel 1869, con il completamento della prima ferrovia transcontinentale. I residenti inoltre stavano iniziando a scoprire quanto la California fosse adatta alla coltivazione di frutta e all'agricoltura in genere. Gli agrumi, in particolare le arance, vi crescevano rigogliosi e furono quindi gettate le basi per la prodigiosa produzione agricola dello Stato al giorno d'oggi.
Nel periodo 1900 – 1965 la popolazione, inizialmente di meno di un milione di abitanti, crebbe fino a far diventare questo Stato il più popoloso dell'Unione e guadagnando così il maggior numero di grandi elettori per le elezioni presidenziali. A partire dal 1965, la popolazione si trasformò fino a diventare una delle più varie dal punto di vista etnico nel mondo. La California è uno Stato con tendenze liberali, avanzato tecnologicamente e culturalmente, centro mondiale nel campo dell'ingegneria, dell'industria cinematografica e televisiva e della produzione agricola.

## Società

### Evoluzione demografica

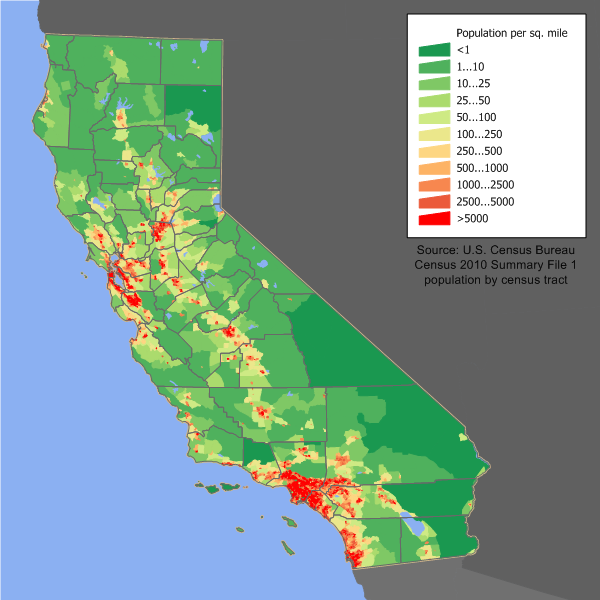
Densità di popolazione della California

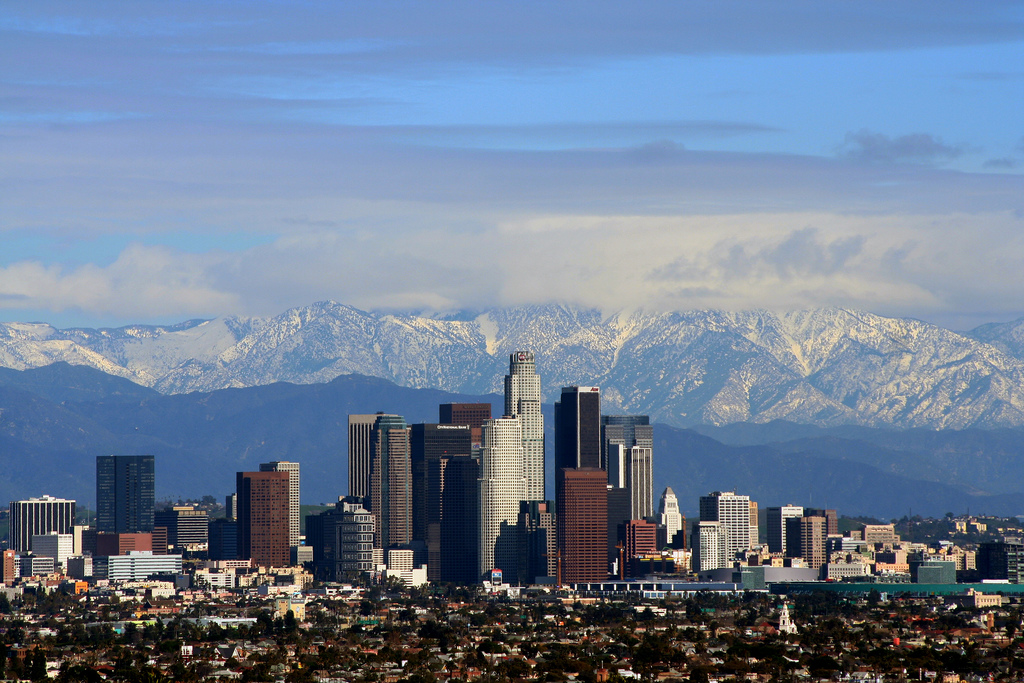
Los Angeles è la seconda città più grande degli Stati Uniti, dopo New York

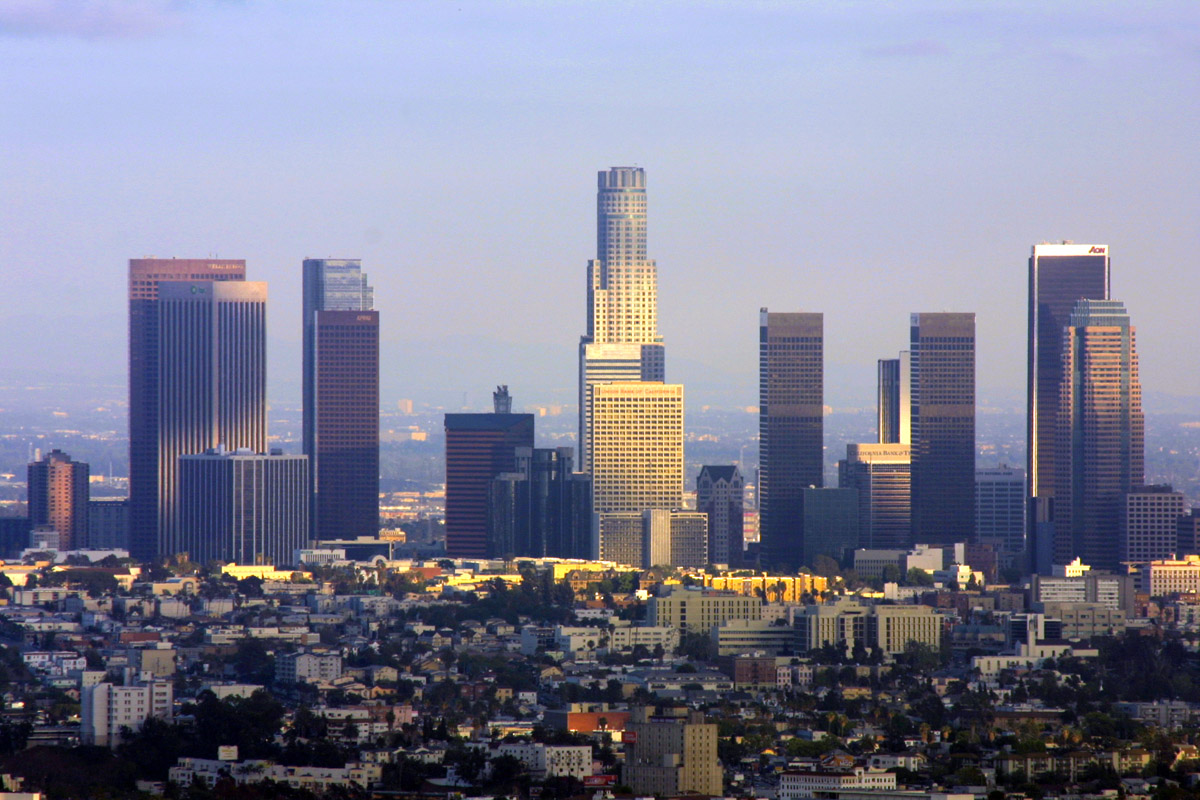
Los Angeles

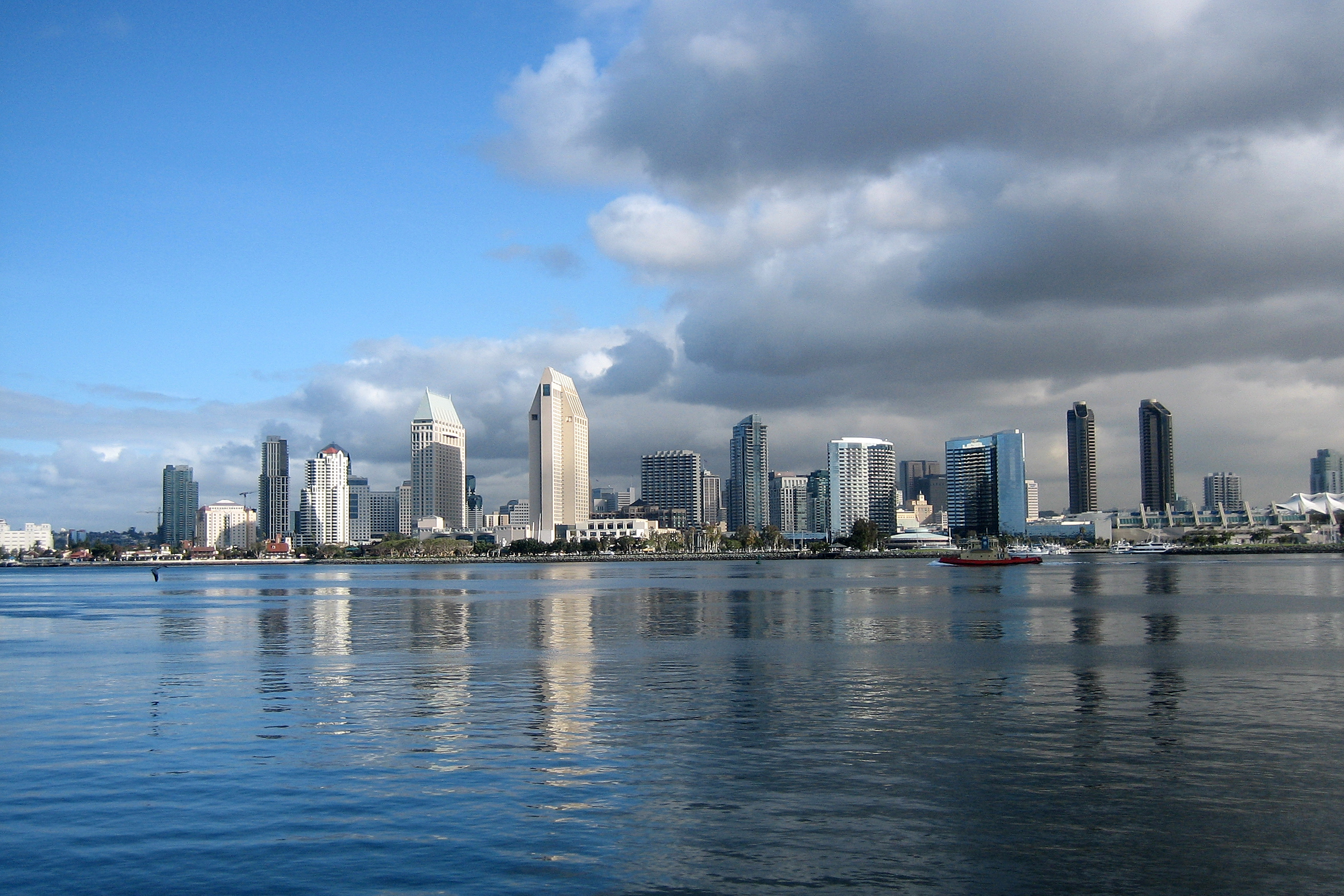
San Diego

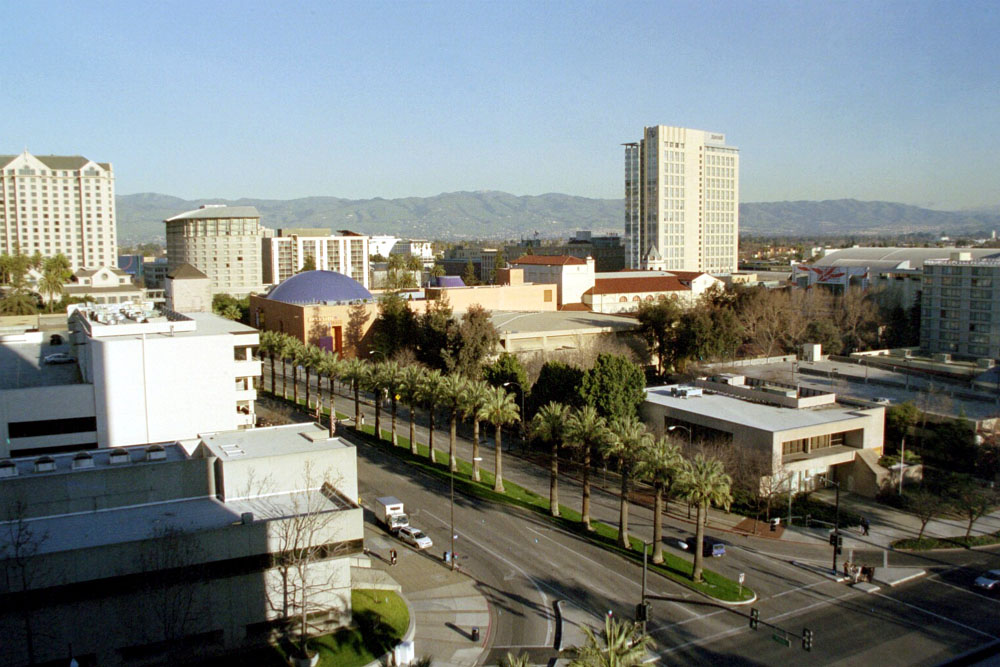
San Jose

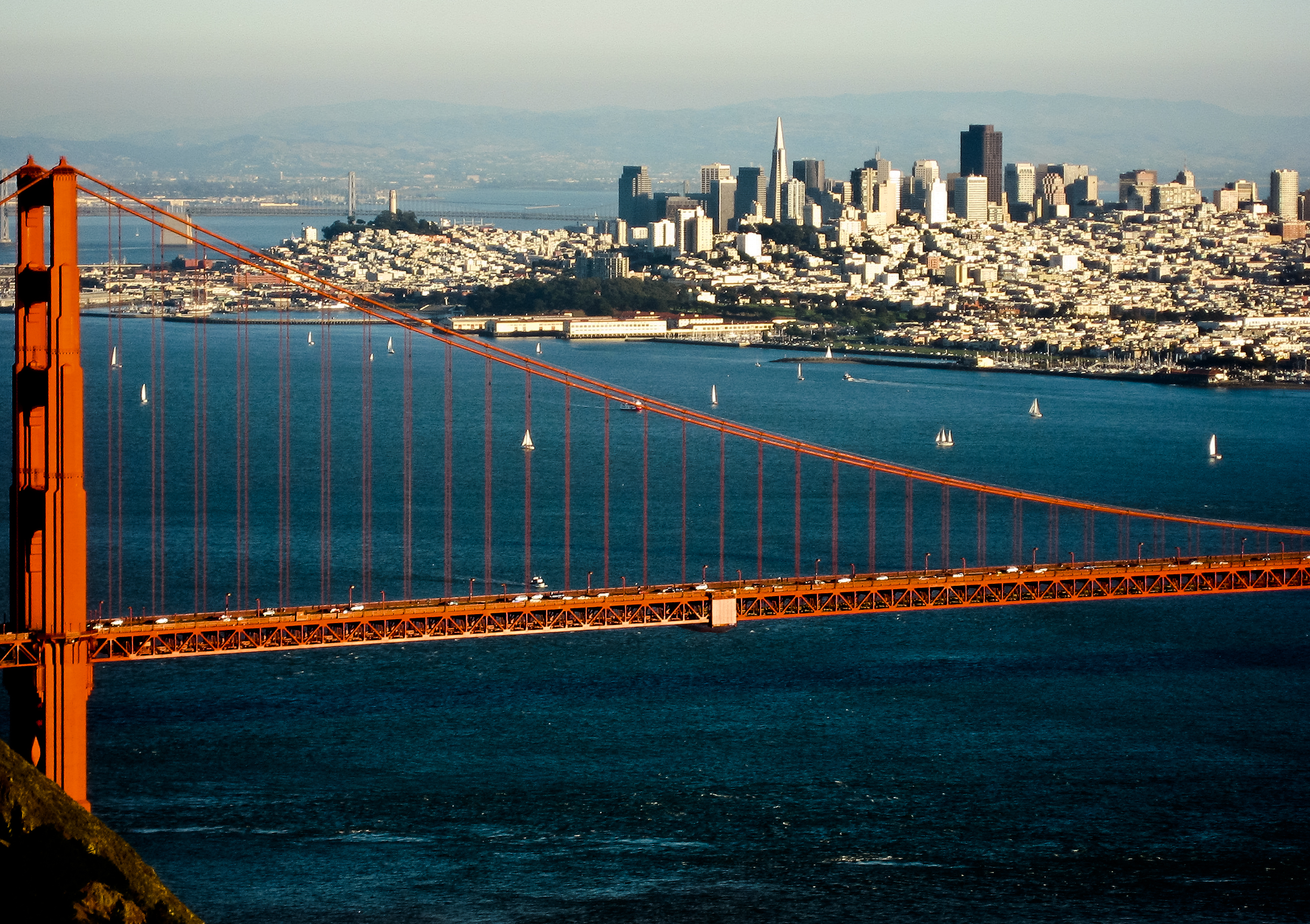
San Francisco

La popolazione californiana è una delle più demograficamente vivaci di tutti gli Stati Uniti. Nel 2020 la popolazione della California è diminuita di circa 200 000 unità. La composizione etnica del paese era, secondo la stima del censimento del 2019, la seguente:
- 39,4% ispanici (prevalentemente messicani)
- 36,5% bianchi non ispanici
- 15,5% asiatici (prevalentemente cinesi, vietnamiti e filippini)
- 6,5% afroamericani
- 1,6% nativi americani
- 0,5% nativi hawaiani e altri popoli del Pacifico
- 4,0% persone che si riconoscono in più di una etnia

Nel 2014 il numero degli abitanti latinos è aumentato a 15 000 000, mentre il numero di bianchi non ispanici si è fermato a 14 900 000; inoltre, gli asiatici sono 6 300 000, facendo diventare la California lo Stato Federato degli USA con più asiatici in assoluto.
A differenza di altri Stati nella costa est degli U.S.A., il 60% degli italo-americani in California è del Nord Italia. Altri consistenti gruppi arrivano da Toscana e Sicilia.

### Lingue e dialetti
| Lingua                                 | Percentuale della popolazione |
| -------------------------------------- | ----------------------------- |
| Spagnolo                               | 28,46%                        |
| Cinese (incluso cantonese e mandarino) | 2,80%                         |
| Tagalog                                | 2,20%                         |
| Vietnamita                             | 1,43%                         |
| Coreano                                | 1,08%                         |
| Armeno e persiano                      | 0,52%                         |
| Giapponese                             | 0,43%                         |
| Russo                                  | 0,42%                         |
| Hindi e arabo                          | 0,38%                         |
| Francese                               | 0,36%                         |

Nel 2010, tra gli abitanti della California di età eguale o superiore ai 5 anni 20 379 282 parlavano inglese a casa come prima lingua, mentre 10 672 610 parlavano spagnolo, 1 231 425 cinese (incluso cantonese e mandarino), 796 451 tagalog, 559 932 vietnamita, 367 523 coreano, 192 980 armeno e 203 770 persiano. In totale, 14 644 136 di californiani avevano una lingua madre diversa dall'inglese.
Secondo l'American Community Survey del 2007, il 42,6% della popolazione della California al di sopra dei 5 anni parla una lingua diversa dall'inglese a casa, con il 73% di questi che comunque parlava bene o molto bene l'inglese e il 9,8% che invece non lo parlava affatto.

### Religione

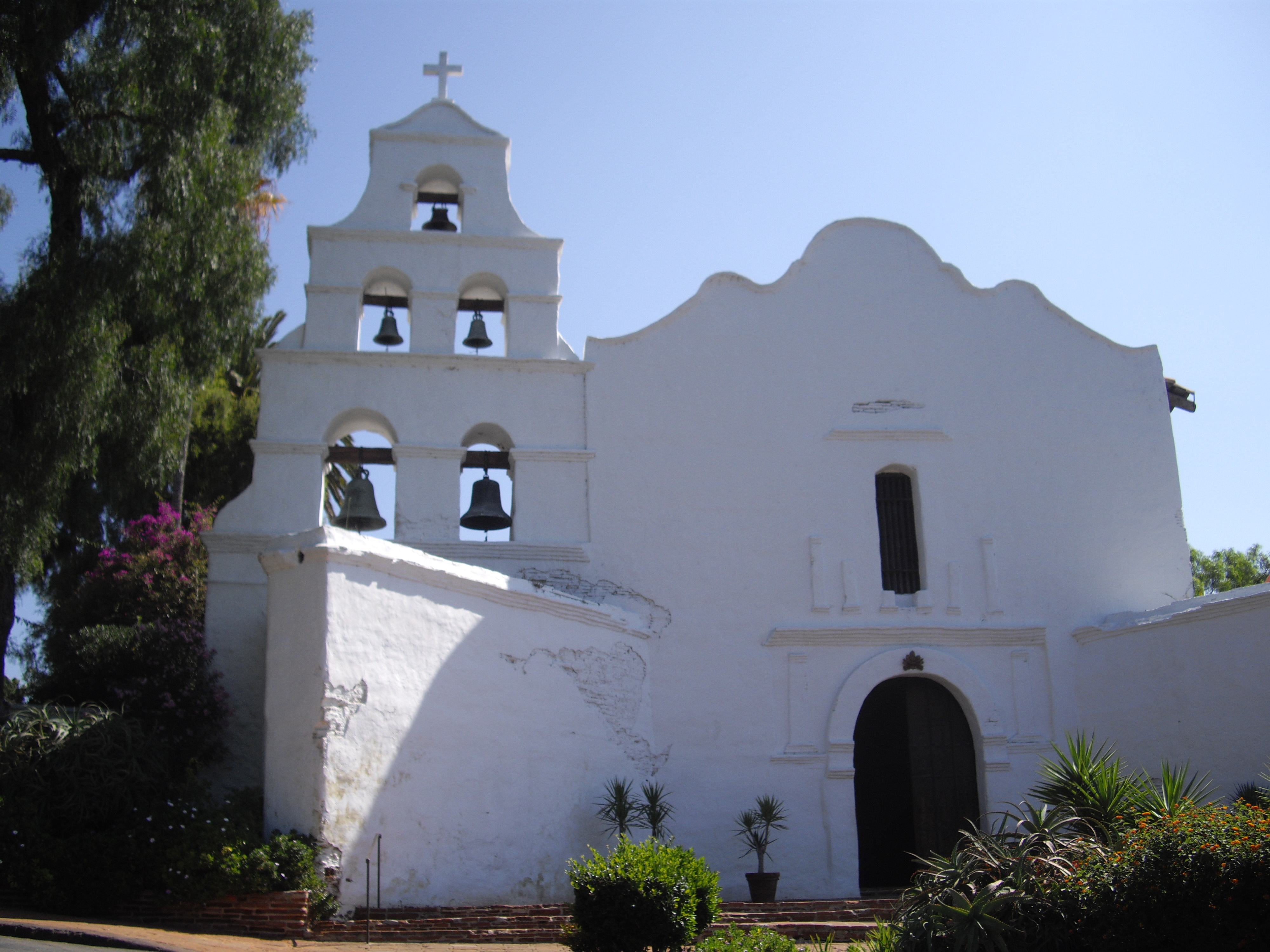
Missione di San Diego de Alcalá, una delle prime missioni spagnole create dai sacerdoti cattolici in California

| Religioni        | Religioni        |  | percentuale | percentuale |
| ---------------- | ---------------- |  | ----------- | ----------- |
| Protestantesimo  | Protestantesimo  |  | 32%         | 32%         |
| Chiesa cattolica | Chiesa cattolica |  | 28%         | 28%         |
| No religioni     | No religioni     |  | 27%         | 27%         |
| Ebraismo         | Ebraismo         |  | 2%          | 2%          |
| Buddhismo        | Buddhismo        |  | 2%          | 2%          |
| Induismo         | Induismo         |  | 2%          | 2%          |
| Islam            | Islam            |  | 1%          | 1%          |
| Mormoni          | Mormoni          |  | 1%          | 1%          |
| Altro            | Altro            |  | 5%          | 5%          |

- Cristiani: 67%
  - Cattolici: 26%
  - Protestanti: 31%
  - Mormoni: 2%
  - Altri cristiani: 6%
- Altro: 3%
  - Ebrei: 2%
  - Altro: 1%
- Non affiliati: 30%
  - Credenti senza affiliazione: 3%
  - Atei o agnostici: 27%

## Geografia antropica

### Suddivisioni amministrative

#### Regioni
- Central Valley
- Coastal California
- California settentrionale
  - Central California
  - North Coast (California)
  - San Francisco Bay Area
  - Sierra Nevada
- California orientale
  - Inland Empire (incluso nel sud della California)
- California meridionale
  - South Coast
    - Area metropolitana di Los Angeles
    - Area metropolitana di San Diego

  - Inland Empire
  - Imperial Valley

#### Città principali
- Popolazione superiore a 1 000 000 abitanti (area metropolitana)
  - Los Angeles
  - San Diego
  - San José
  - San Francisco
- Popolazione tra i 500 000 e 1 000 000 di abitanti (area metropolitana)
  - Sacramento
  - Bakersfield
  - Fresno
- Popolazione tra i 100 000 e 500 000 abitanti (area metropolitana)
  - Long Beach
  - Oakland
  - Anaheim
  - Riverside
  - San Bernardino
  - Berkeley
  - Antelope Valley
- Altre città importanti
  - Glendale
  - Huntington Beach
  - Newport Beach
  - Laguna Beach
  - Monterey
  - Ontario
  - Palo Alto
  - Pasadena
  - Santa Ana
  - Santa Cruz
  - Santa Barbara
  - Santa Monica
  - Malibù
  - Walnut Creek

| 1  | Los Angeles   | Contea di Los Angeles   | 3 928 864 |
| 2  | San Diego     | Contea di San Diego     | 1 381 069 |
| 3  | San Jose      | Contea di Santa Clara   | 1 015 785 |
| 4  | San Francisco | Contea di San Francisco | 852 469   |
| 5  | Fresno        | Contea di Fresno        | 515 986   |
| 6  | Sacramento    | Contea di Sacramento    | 485 199   |
| 7  | Long Beach    | Contea di Los Angeles   | 473 577   |
| 8  | Oakland       | Contea di Alameda       | 413 775   |
| 9  | Bakersfield   | Contea di Kern          | 368 759   |
| 10 | Anaheim       | Contea di Orange        | 346 997   |

## Economia

Il prodotto interno lordo della California suddiviso per settore per il 2008

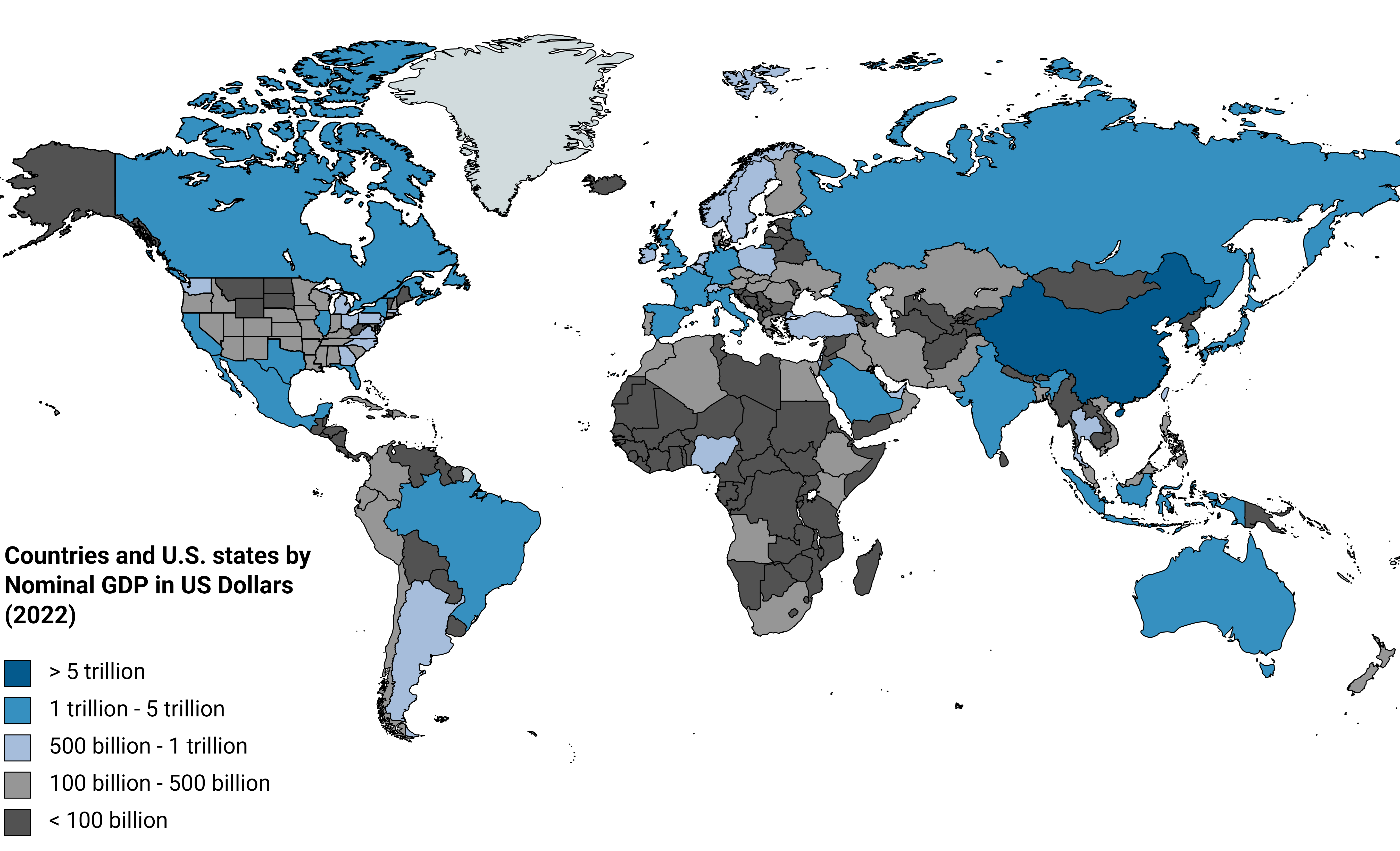
La California, nel 2008, aveva un prodotto interno lordo che, confrontato con le nazioni indipendenti, si sarebbe classificato tra l'ottavo e undicesimo nel mondo

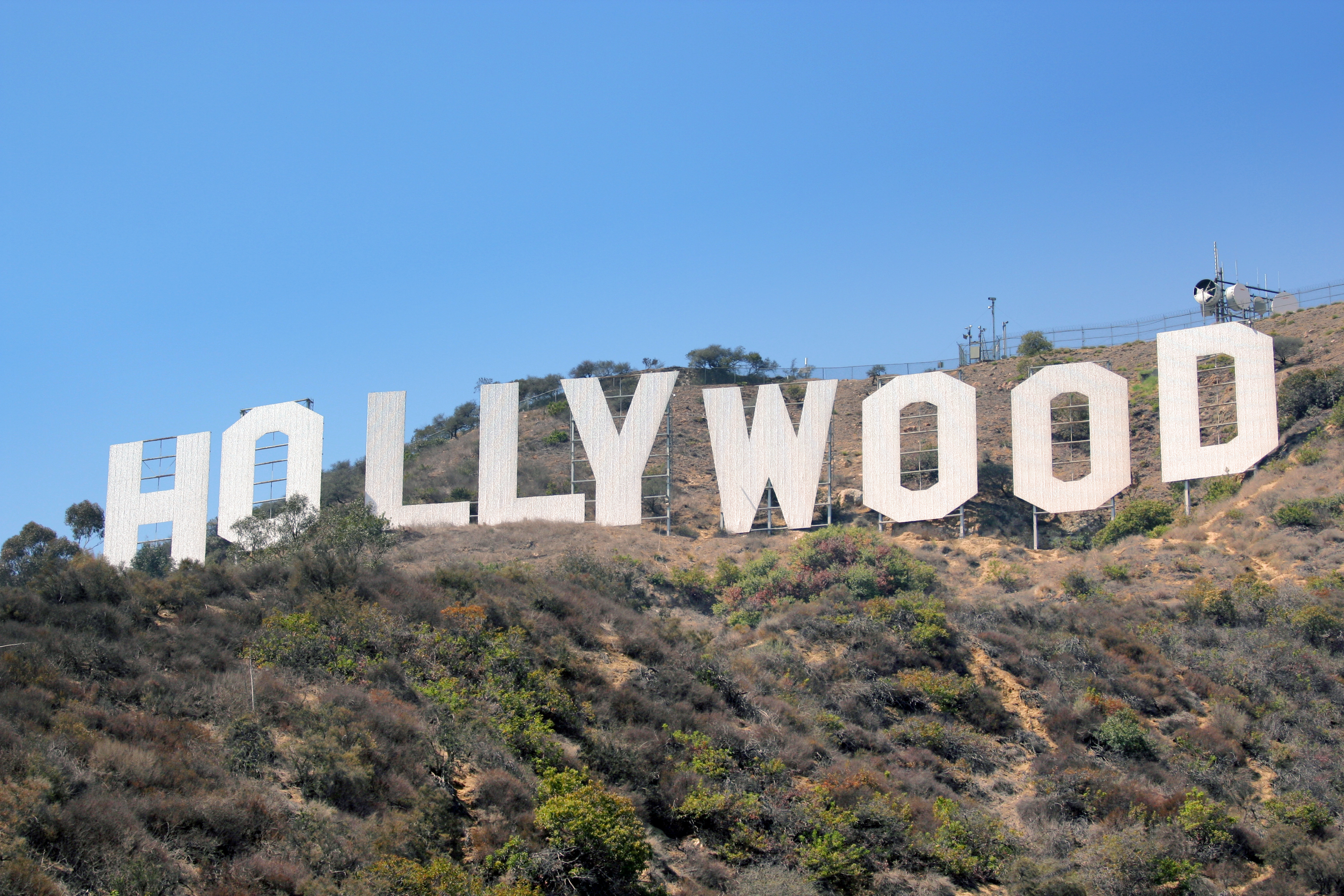
Hollywood, simbolo del cinema americano

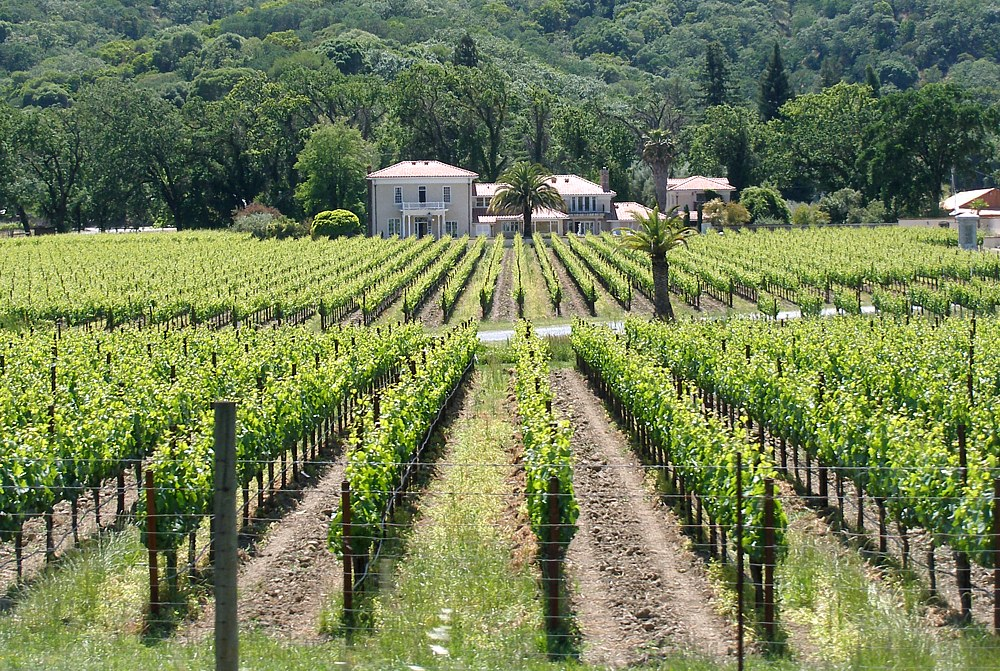
Grazie al regime protezionistico, la produzione delle tenute vitivinicole della California, di notevole livello produttivo e qualitativo, hanno saturato il mercato interno degli Stati Uniti.

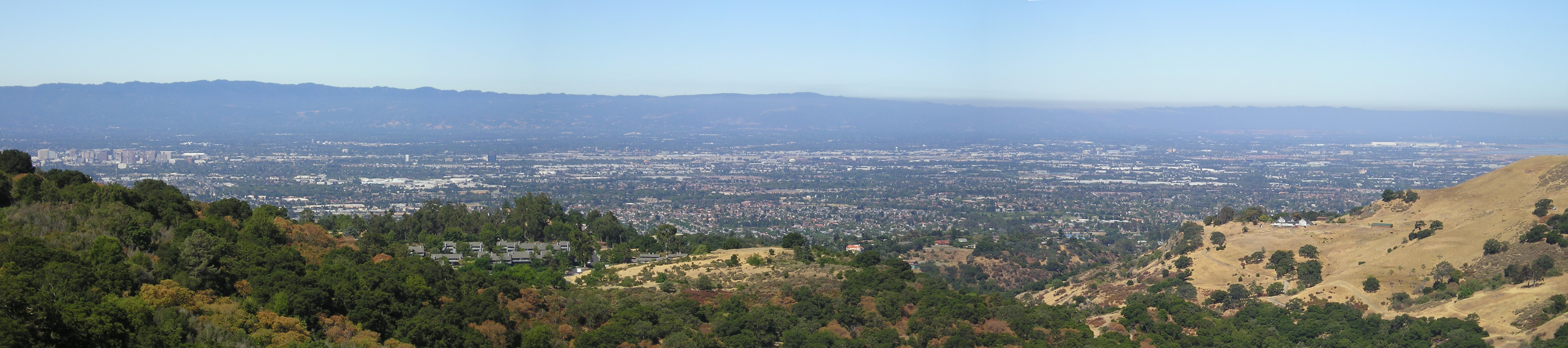
La Silicon Valley è il fulcro dell'industria informatica californiana, americana e mondiale

Nel 2019 la California ha generato un Prodotto interno lordo pari a 3 200 miliardi di dollari, quasi il doppio di quello dell'Italia, rendendola la prima economia subnazionale al mondo. Se fosse una nazione la California sarebbe la quinta potenza economica mondiale dopo Stati Uniti, Cina, Giappone e Germania. Contrariamente allo stereotipo di Stato con clima caldo e assolato, con costumi di pigrizia e meno ligi al dovere rispetto a quelli della costa orientale del paese, circa il 20% del PIL totale statunitense viene prodotto in California.
Certe zone o regioni dello Stato sono anche fortemente identificate con un tipo di prodotti, come Hollywood (cinema, televisione), la Valle centrale di California (agricoltura), la Silicon Valley (alta tecnologia), oltre alle regioni vinicole, come Santa Barbara e la Wine Country nella parte settentrionale dello Stato.
Le attività economiche principali sono l'agricoltura, l'allevamento, che danno come frutti principali mandorle, latte, panna e uva, l'industria aerospaziale, l'intrattenimento (televisione, cinema, musica, internet), l'industria elettronica (informatica, microelettronica) e quella di beni di largo consumo.
Nel 2007 il reddito pro capite ammontava a 38 956 dollari, all'undicesimo posto negli Stati Uniti. Il reddito, peraltro, varia molto a seconda della regione e della professione svolta dai soggetti. La Valle centrale di California presenta le maggiori disparità, con molti immigrati che lavorano nelle fattorie e guadagnano meno del salario minimo. La valle di San Joaquin è considerata una delle zone più depresse degli Stati Uniti, assieme alla regione degli Appalachi, quindi la presenza di un'enorme forza lavoro a basso costo contribuisce in maniera sostanziale al mantenimento di produttività.
Molte aree costiere sono, per contro, tra le più ricche del paese, al costo di un'enorme disuguaglianza, spesso visibile persino tra un isolato e l'altro delle grandi città. Metà della popolazione senzatetto statunitense, infatti, si trova concentrata in California, ove sorgono quattro tra le cinque più grandi città con la maggior presenza di persone senza fissa dimora. Tra queste, spiccano Los Angeles e San Francisco, adiacente al cuore del prospero settore tecnologico della California settentrionale, noto come Silicon Valley, che si estende sul territorio delle contee di Santa Clara e San Mateo.
Nel disperato tentativo di affrontare il problema, alcune città californiane stanno attivando piani per micro case (piccole case) costruite nei giardini di dimore già esistenti.

### Turismo
La California è uno degli Stati trainanti del turismo americano, potendo vantare bellezze naturali uniche al mondo (ben 10 parchi nazionali), alcune città di grande richiamo (Los Angeles, San Francisco e San Diego), una costa soleggiata e punteggiata di spiagge e alcuni fra i più famosi parchi divertimento di tutta la nazione (Disneyland e Universal Studios). Al tempo stesso, la visione idealizzata della California come paradiso terrestre pieno di sole e surfisti ne ha ulteriormente incrementato l'attrattiva.
Lo Stato è la meta privilegiata per chi desidera una vacanza on the road, con affascinanti itinerari sia nella zona interna, sia sulla costa. Il principale centro urbano di attrazione turistica è Los Angeles, che deve gran parte dei suoi visitatori a Hollywood, alle famose spiagge e alla vicinanza di Disneyland, subito seguito da San Francisco, città singolare, caratterizzata da uno stile più europeo, ripide colline, case vittoriane, atmosfera progressista e il celebre Golden Gate.
L'altra attrazione più popolare è quella dei parchi nazionali, che presentano l'occasione di esplorare panorami naturali singolari, quali i territori desertici di Death Valley e Joshua Tree National Park, le sequoie giganti di Sequoia National Park e del parco Redwood, e le montagne e pareti rocciose di Yosemite National Park.

## Infrastrutture e trasporti

### Energia

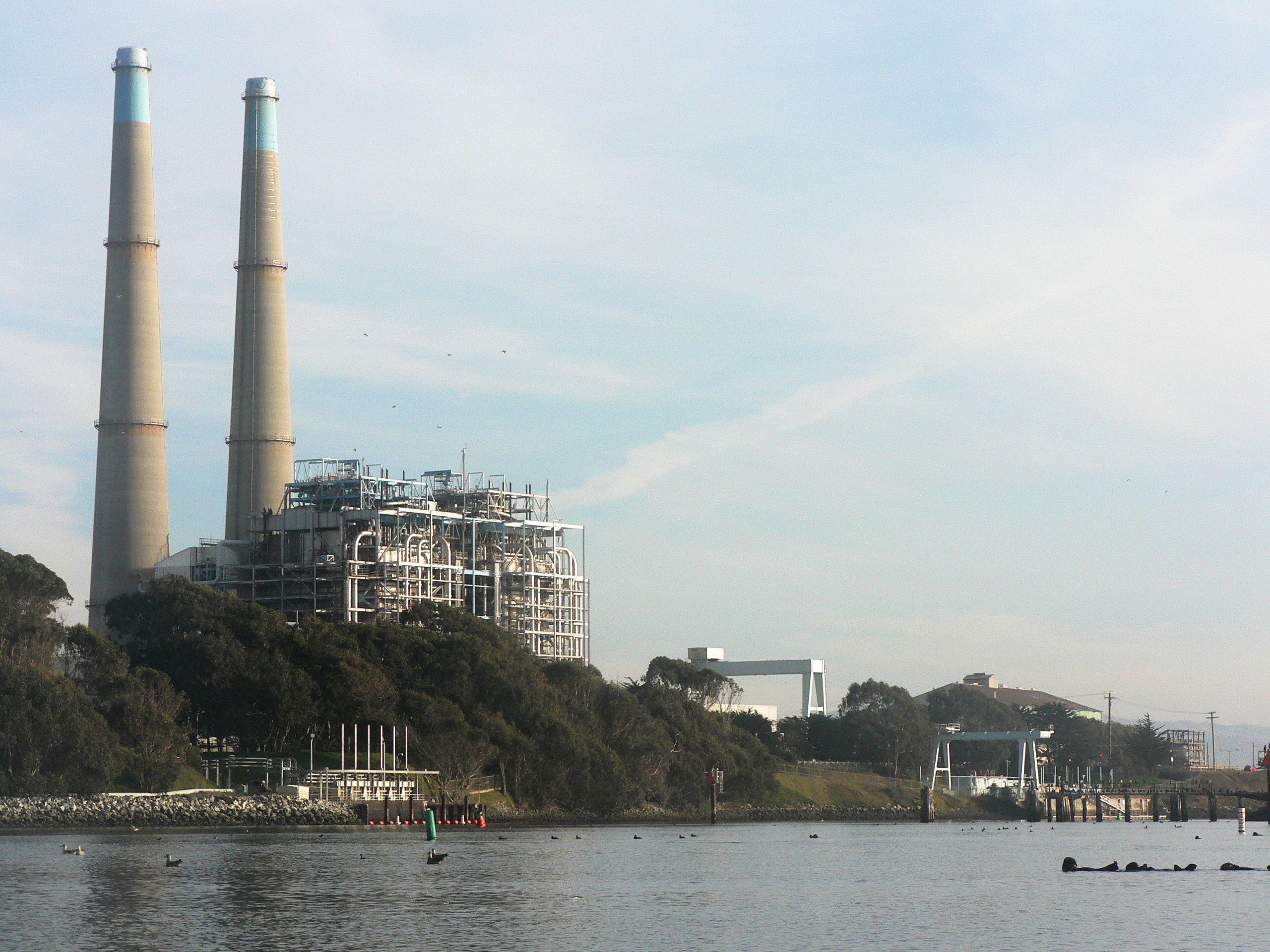
Moss Landing Power Plant, la più grande centrale di produzione di energia elettrica dello Stato

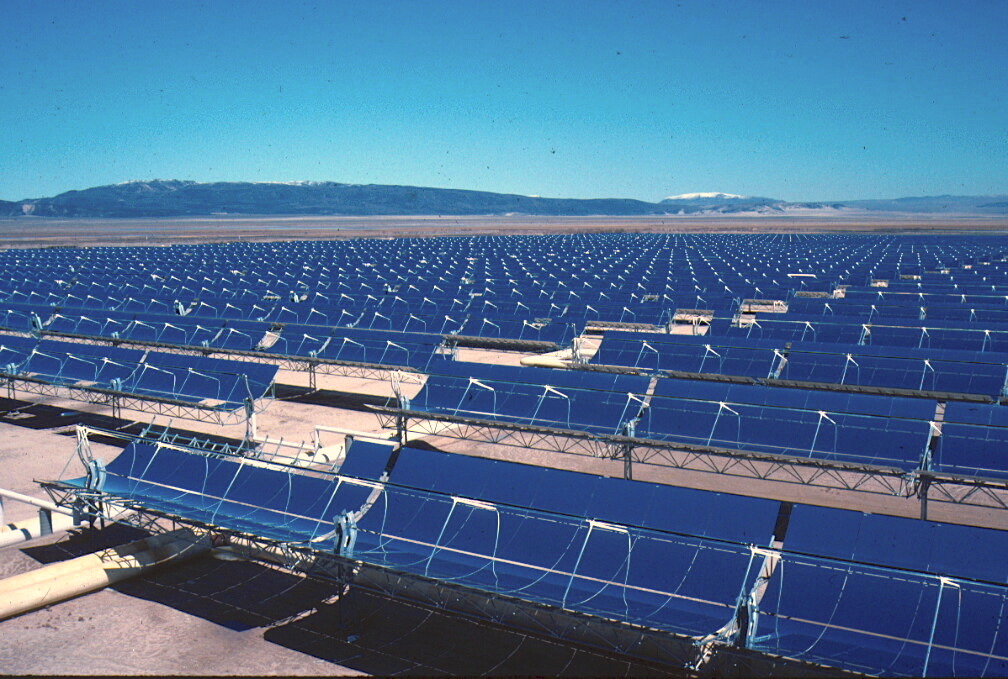
Impianto solare con una potenza di 354 MW del SEGS complesso solare nel Nord della San Bernardino County, California

La California è il più popoloso Stato degli Stati Uniti, ed è uno dei maggiori utilizzatori di energia del paese. Tuttavia a causa dei suoi elevati tassi di energia, del clima mite nei più grandi centri di popolazione e dell'influenza esercitata dal movimento ambientalista, il consumo di energia pro capite è uno dei più piccoli di qualsiasi Stato degli Stati Uniti.
A causa della forte domanda di energia elettrica, la California importa più energia elettrica rispetto a qualsiasi altro Stato, principalmente energia idroelettrica dagli Stati del Pacifico nord-occidentale (Path 15 e Path 15) e per il carbone e il gas naturale, dal deserto sud-ovest attraverso il Path 46.
I depositi di greggio e di gas dello Stato si trovano nella Central Valley e lungo la costa, incluso il grande Midway-Sunset Oil Field. Le centrali elettriche a gas naturale generano all'incirca più della metà dell'elettricità dello Stato.

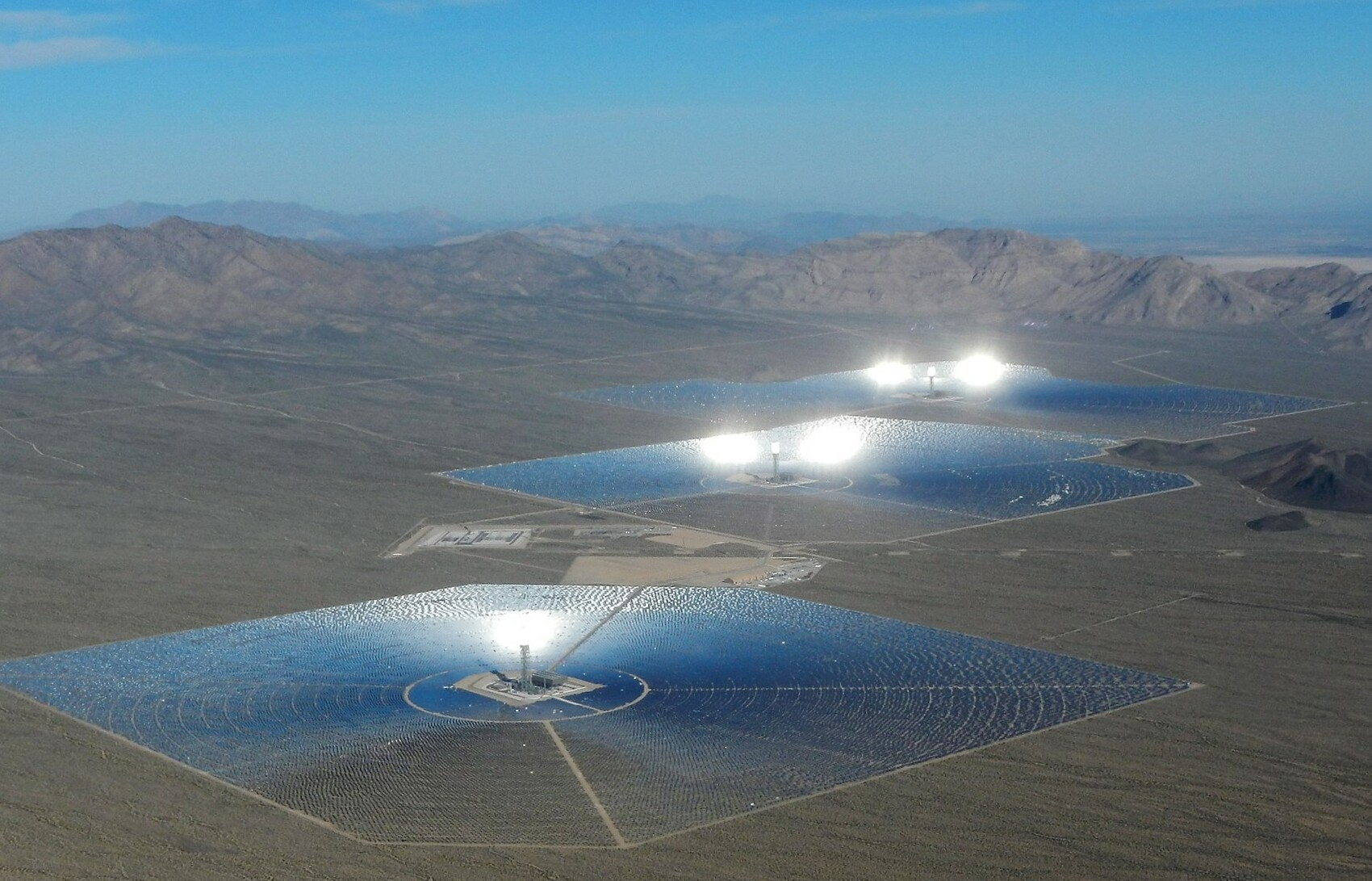
Centrale solare di Ivanpah, situata nel deserto del Mojave

Per effetto dei forti movimenti ambientalisti dello Stato, la California ha uno degli obiettivi più sfidanti in termini di energie rinnovabili di tutti gli Stati Uniti, con un obiettivo di generare un terzo dell'elettricità da fonti rinnovabili. Attualmente sono in funzione diversi impianti di energia solare, come il Solar Energy Generating System nel deserto del Mojave. L'energia eolica in California include Altamont Pass, San Gorgonio Pass e Tehachapi Pass. Diverse dighe in tutto lo Stato forniscono energia idroelettrica. Sarebbe possibile convertire l'alimentazione totale al 100% di energia rinnovabile, compreso il riscaldamento, il raffreddamento e la mobilità nel 2050.
Grazie alla commistione tra politica e compagnie del settore energetico,, la Pacific Gas and Electric principale compagnia elettrica dello Stato, in bancarotta e condannata da un tribunale per crimini collegati all'esplosione di un gasdotto e alla successiva ostruzione della giustizia, continua a operare a beneficio di azionisti e dirigenti, con tariffe in costante crescita e con ridotta manutenzione, che obbliga a periodici blackout in varie porzioni del territorio dello Stato.
La California ospita anche due delle maggiori centrali nucleari: Diablo Canyon e San Onofre, quest'ultima spenta nel 2013. Più di 1 700 tonnellate di rifiuti radioattivi sono stoccati a San Onofre, che sorge in un'area dove nel passato si sono verificati diversi tsunami. Gli elettori hanno votato contro l'approvazione di nuovi siti nucleari sin dagli anni 1970, per effetto delle preoccupazioni sul trattamento delle scorie nucleari. Inoltre, diverse città come Oakland, Berkeley e Davis si sono autodichiarate zone denuclearizzate.

### Trasporti
Il vasto territorio della California è collegato da un esteso sistema di autostrade ("freeways"), strade espresse e superstrade. La California è nota per la sua cultura dell'auto, che causano nelle città gravi problemi di congestione del traffico. La costruzione e la manutenzione delle strade statali e la pianificazione dei trasporti all'interno dello Stato sono le responsabilità principali del Dipartimento dei Trasporti della California (noto anche come Caltrans). La popolazione in rapida crescita nello Stato sta mettendo sotto pressione tutte le reti di trasporti, e la California conta alcune delle peggiori strade degli Stati Uniti. Il 19º report annuale della Fondazione Reason sulle prestazioni dei sistemi autostradali ha posizionato le autostrade della California al terzo posto peggiore degli USA, con l'Alaska al secondo e il Rhode Island al primo.

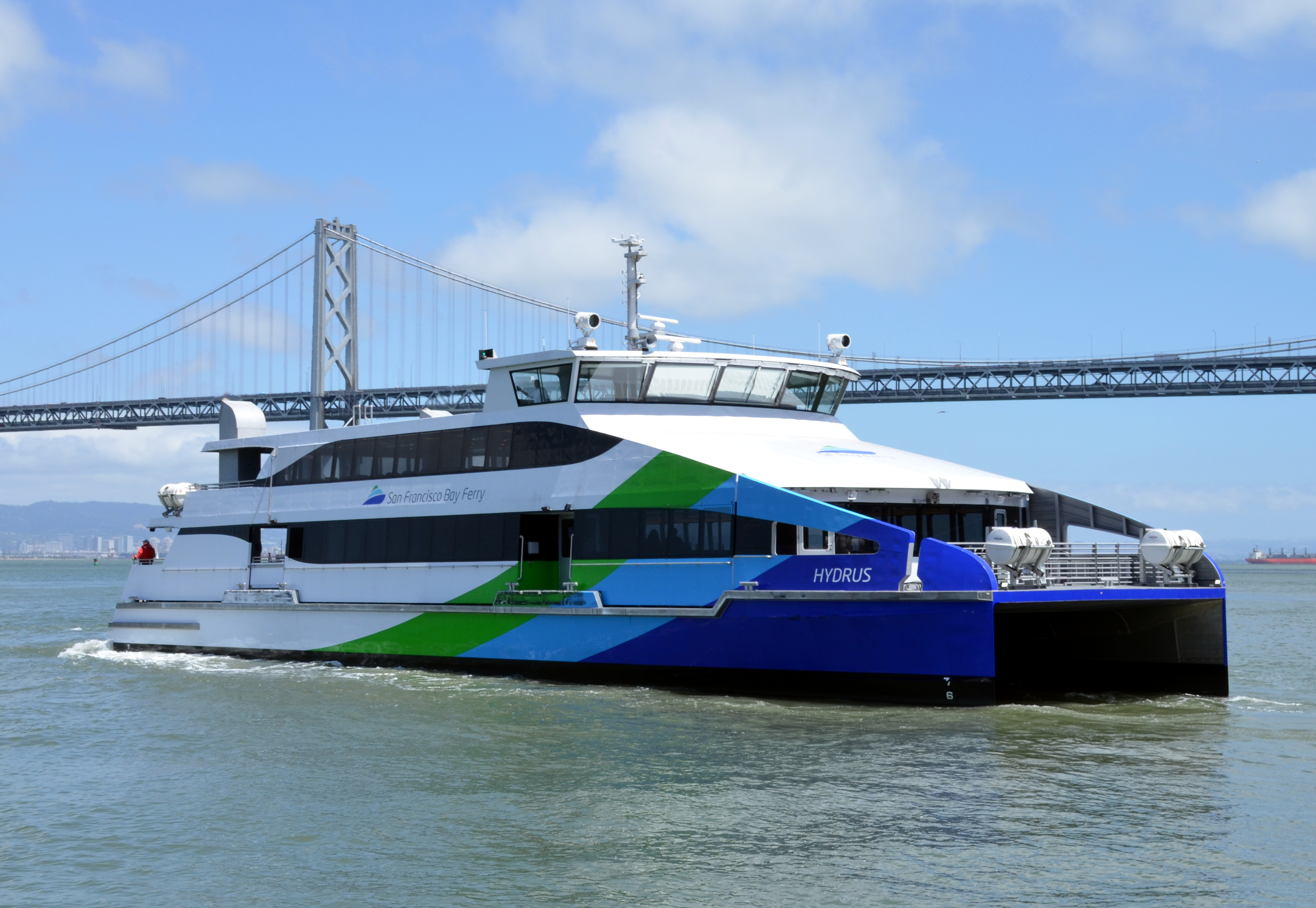
Il San Francisco Bay Ferry è un taxi acquatico pubblico operante nella San Francisco Bay Area

La California è stata un precursore nella costruzione delle strade. Uno dei punti più famosi dello Stato, il Golden Gate Bridge, è stato il ponte sospeso con lunghezza maggiore della campata principale al mondo, con 1 300 metri di lunghezza, dal 1937 (quando fu aperto) al 1964. Con la sua colorazione arancione e la vista panoramica della baia, questo ponte autostradale è una popolare attrazione turistica e permette anche il transito di pedoni e ciclisti. Il San Francisco-Oakland Bay Bridge, spesso abbreviato in "Bay Bridge", fu completato nel 1936 e trasporta circa 280 000 veicoli al giorno su due livelli. Le due sezioni del ponte si incontrano a Yerba Buena Island con il tunnel dedicato ai trasporti con il diametro maggiore del mondo, con 23 metri di larghezza per 18 di altezza. L'Arroyo Seco Parkway, che collega Los Angeles e Pasadena, fu aperto nel 1940 come la prima autostrada degli Stati Uniti occidentali. Fu poi esteso verso sud fino al "Four Level Interchange" nel centro di Los Angeles, considerato la prima intersezione su più livelli mai costruita.
L'aeroporto Internazionale di Los Angeles (LAX) è il 5º al mondo per traffico passeggeri (2021), mentre quello di San Francisco (SFO) è il 40º al mondo (2021), e rappresentano i principali punti di passaggio per il trans-Pacifico e per il traffico intercontinentale. Vi sono circa una decina di importanti aeroporti commerciali e molti aeroporti minori di aviazione generale nello Stato.

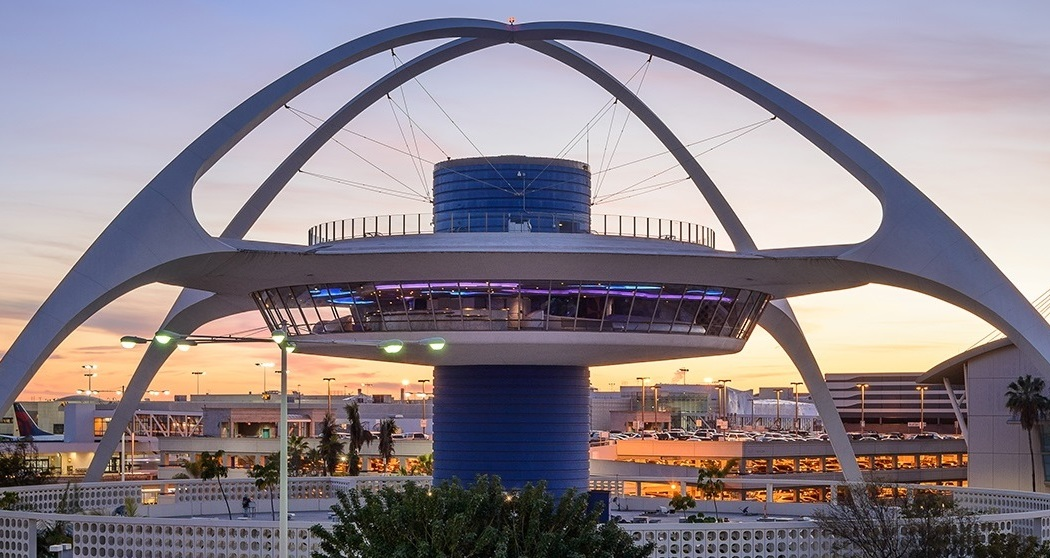
L'aeroporto Internazionale di Los Angeles (LAX) è il 5º al mondo per traffico passeggeri (2021)

La California conta anche diversi grandi porti. Il porto di Los Angeles e quello di Long Beach, nella California del Sud, sono rispettivamente il maggiore e il secondo maggiore porto degli Stati Uniti per volume dei container; nel 2018, gestivano collettivamente il 31,9% del TEU negli Stati Uniti. Il porto di Oakland e quello di Hueneme sono rispettivamente il decimo e ventiseiesimo porto maggiore degli USA per numero di TEU gestiti.
La California Highway Patrol è la maggiore agenzia di polizia statale degli Stati Uniti per impiegati, con più di 10 000 persone. È responsabile del servizio di polizia su qualsiasi strada statale della California e sulle proprietà statali.

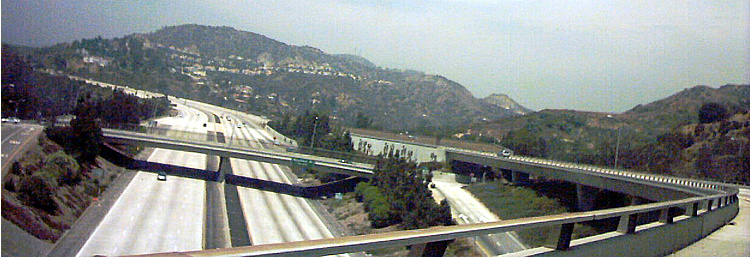
Il Caltrans costruisce intersezioni su più livelli dotate di rampe

Alla fine del 2021, 30 610 058 persone in California detenevano una patente di guida emessa dal Dipartimento per i veicoli a motore della California, e vi erano 36 229 205 veicoli immatricolati, incluse 25 643 076 automobili, 853 368 motocicli, 8 981 787 camion e rimorchi, e 121 716 veicoli di diverso tipo, tra cui veicoli storici e agricoli.

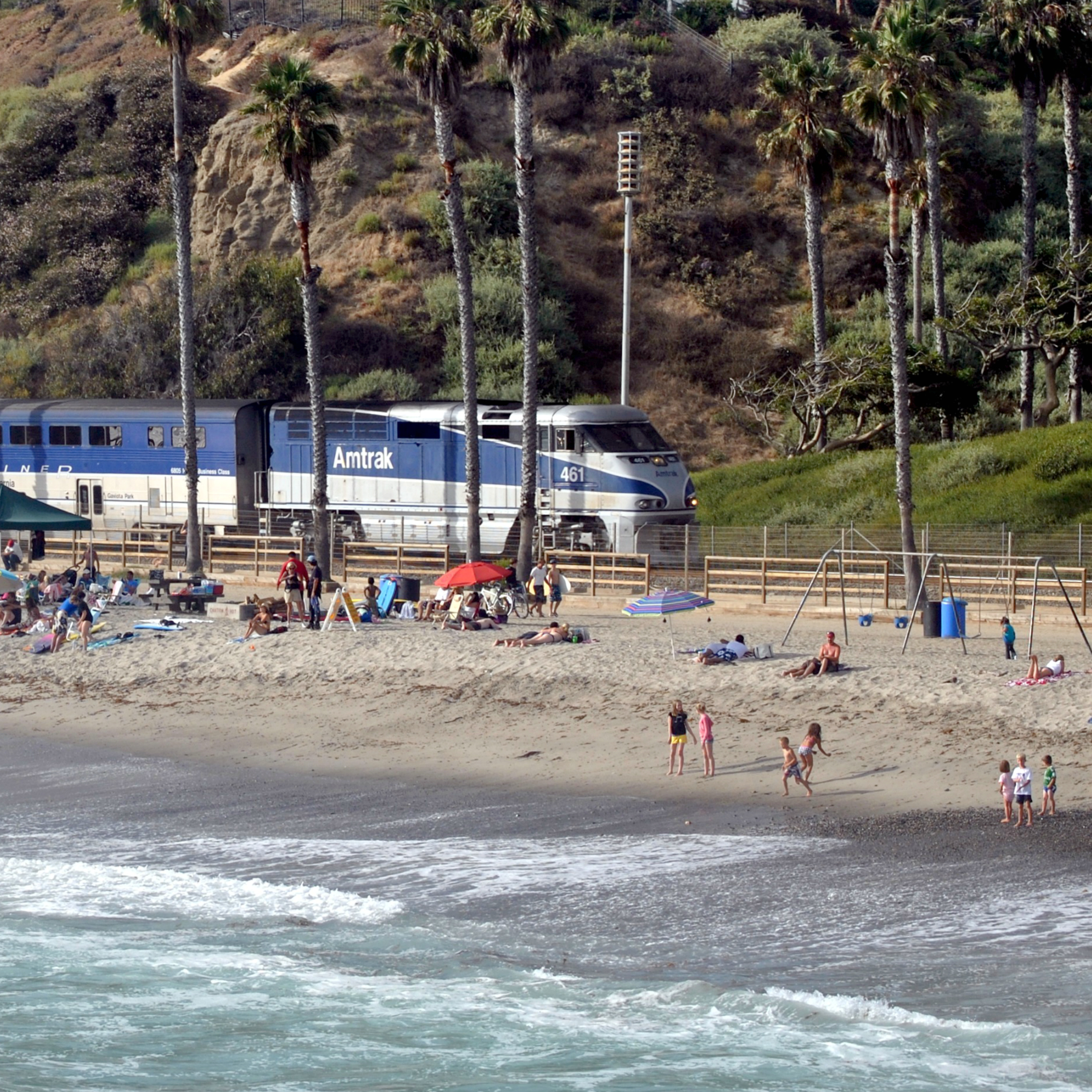
Pacific Surfliner di Amtrack California a San Clemente, sulla Orange Coast

Il trasporto tra le città è fornito da Amtrak California; le tre tratte, Capitol Corridor, Pacific Surfliner, e San Joaquins, sono sovvenzionate da Caltrans. Queste tratte solo le più frequentate tratte intercity di tutti gli Stati Uniti al di fuori del Corridoio Nordest, e i passeggeri aumentano ogni anno. Il treno su queste tratte sta divenendo competitivo con gli aerei, specialmente sul tragitto LAX-SFO. Sistemi integrati di metropolitana e metrotranvia sono presenti a Los Angeles (Metro Rail) e San Francisco (MUNI Metro); le metrotranvie sono presenti anche a San Jose (VTA), San Diego (San Diego Trolley), Sacramento (RT Light Rail), e nella parte settentrionale della contea di San Diego (Sprinter). Inoltre, servizi ferroviari suburbani servono le zone della San Francisco Bay Area (ACE, BART, Caltrain, SMART), Greater Los Angeles (Metrolink) e la contea di San Diego (Coaster).
Nel 1996 venne creata l'Autorità ferroviaria per l'alta velocità della California per implementare una rete ferroviaria di 1300 km. La costruzione fu approvata dagli elettori durante le elezioni del novembre 2008, con la prima fase della costruzione stimata intorno ai 64,2 bilioni di dollari.
Quasi tutte le contee gestiscono linee di autobus, e molte città operano il proprio servizio urbano. Il servizio extraurbano è fornito da Greyhound, Megabus, e Amtrak Thruway Motorcoach.

## Politica

### Governo

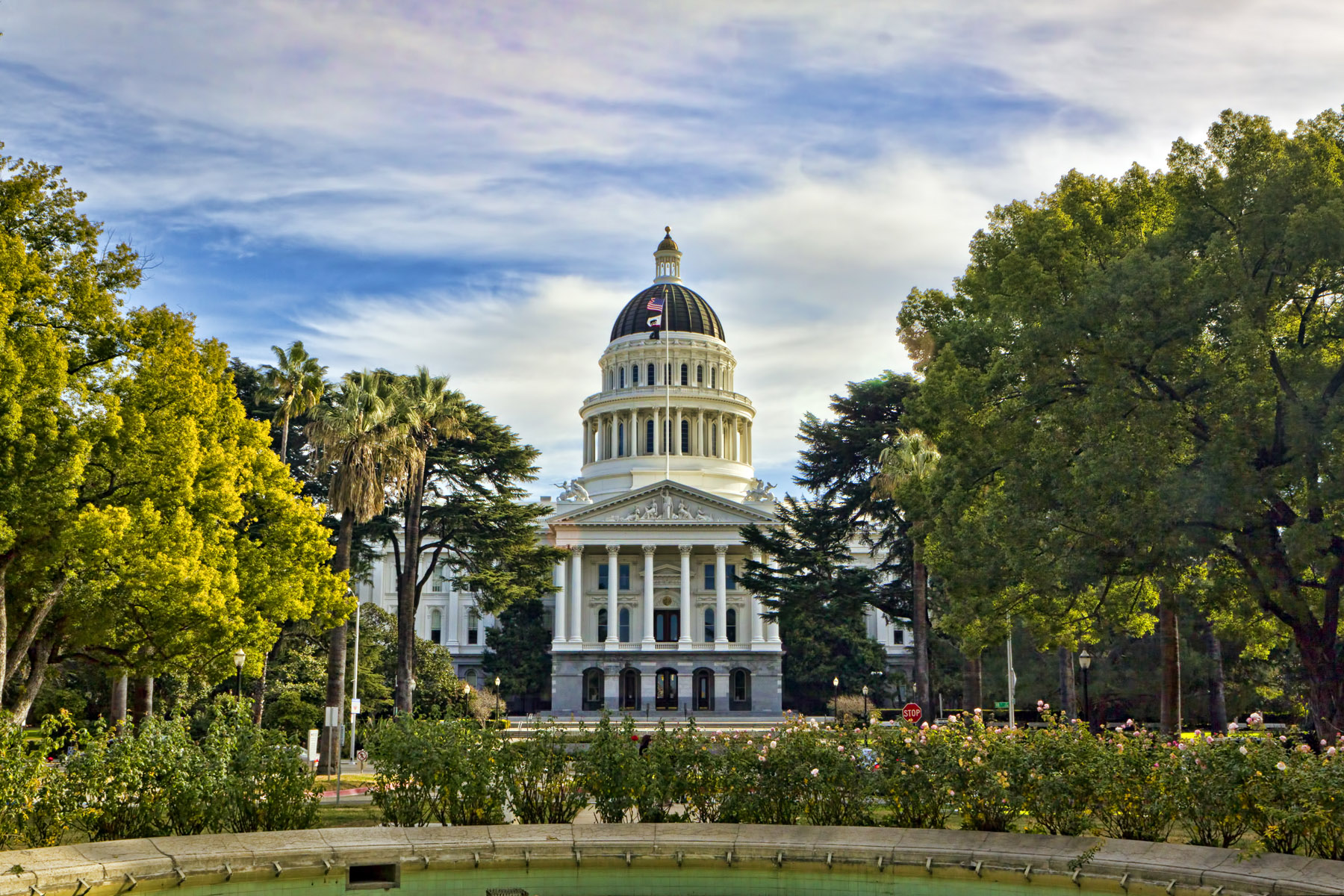
Il California State Capitol a Sacramento

La capitale dello Stato è Sacramento. Le funzioni pubbliche sono esercitate da tre poteri: quello esecutivo, ovvero il Governatore e altri funzionari minori; quello legislativo, ovvero l'Assemblea e il Senato; e quello giudiziario, che comprende la Corte Suprema della California e altre corti minori. Lo Stato consente la presentazione di proposte di leggi di iniziativa popolare, referendum, revoca degli eletti e ratifica. Prima dell'approvazione della Proposition 14 del 2010, la California permetteva a ogni partito politico di tenere elezioni primarie in cui solo i membri del partito e gli indipendenti potessero votare. Dopo l'8 giugno 2010, quando fu approvata la Proposition 14, con l'eccezione delle elezioni per il Presidente degli Stati Uniti e gli ufficiali dei comitati centrali della contea, tutti i candidati alle elezioni primarie vengono elencati sulla scheda con la loro affiliazione partitica, ma non diventano i nominati ufficiali di tale partito. Alle elezioni primarie, i primi due candidati con il maggior numero dei voti passano alle elezioni generali, a prescindere dall'affiliazione a un partito. Se a un'elezione primaria un candidato riceve più del 50% dei voti, viene direttamente eletto e non si tiene alcuna elezione generale.

#### Potere esecutivo
Il potere esecutivo è esercitato dal Governatore della California e da altri sette ufficiali: il Vice Governatore, il Procuratore Generale, il Segretario di Stato (Secretary of State), lo State Controller, il Tesoriere (State Treasurer), l'Insurance Commissioner e lo State Superintendent of Public Instruction. Essi restano in carica per quattro anni e possono essere rieletti per una sola volta.

#### Potere legislativo
Il potere legislativo in California è esercitato dal Senato della California di 40 membri e da un'Assemblea di 80 membri. I senatori rimangono in carica per quattro anni mentre i membri dell'Assemblea per due. Entrambi si riuniscono nel Campidoglio della California, a Sacramento.

#### Potere giudiziario
Il potere giudiziario californiano è organizzato in base al modello inglese della Common law, con particolari ereditati dalla guerra civile spagnola, come la proprietà comune. Il sistema giudiziario californiano è il più esteso degli Stati Uniti, con un totale di oltre 1 600 giudici. A capo del sistema giudiziario vi sono i sette Giudici della Corte Suprema californiana. La popolazione carceraria della California è cresciuta da 25 000 nel 1980 a oltre 170 000 nel 2007. La pena di morte in California è una forma legale di punizione e lo Stato ha la maggiore popolazione nel braccio della morte della nazione (anche se l'Oklahoma e il Texas sono molto più attivi nell'eseguire esecuzioni capitali. La California ha eseguito 13 esecuzioni dal 1976, l'ultima delle quali nel 2006. Una votazione per la sua abolizione tenutasi in contemporanea con le elezioni presidenziali statunitensi del 2012, la cosiddetta Proposition 34, si è conclusa con una vittoria dei favorevoli alla pena. Nel luglio del 2014 un giudice ha stabilito che il corrente sistema penale concernente la pena di morte è incostituzionale, poiché violerebbe l'ottavo emendamento della Costituzione e sarebbe alquanto arbitrario e spesso afflitto da ritardi.

#### Sistema giudiziario
In California c'è la seguente gerarchia del sistema giudiziario: Corte Suprema, Corte d'Appello e Corte Superiore. I tribunali superiori sono i tribunali statali del primo grado con un'ampia giurisdizione penale. I registri di ogni caso sono memorizzati nel registro di sistema con informazione specifica, come il numero del processo penale, la data di presentazione del caso e il nome della parte registrata.
La California ha 58 tribunali superiori, uno in ogni regione. I tribunali californiani servono quasi 34 milioni di persone. Il bilancio della magistratura è pari all'1,5% del fondo generale dello Stato.

#### Governo locale
La California ha un complesso ed esteso sistema amministrativo che controlla le funzioni pubbliche nello Stato. Come la maggior parte degli Stati, la California è divisa in contee, come quella di San Francisco; le aree comunali sono incorporate come città. I distretti scolastici, che sono appartenenti a città e contee, gestiscono l'istruzione pubblica.

#### Contee
La California è divisa in 58 contee. L'articolo 11, paragrafo 1, della Costituzione della California, regola le suddivisioni principali dello Stato.
Il governo della contea fornisce servizi quali forze dell'ordine, carceri, le elezioni e la registrazione degli elettori, registri dello stato civile, valutazione della proprietà e le registrazioni, la riscossione delle imposte, la salute pubblica, l'assistenza sanitaria, i servizi sociali, le biblioteche, controllo delle inondazioni, protezione antincendio, controllo degli animali; regolamenti agricoli, delle costruzioni, l'istruzione con standard uguali in tutto lo Stato.
Inoltre, la contea esercita il governo locale per tutte le aree prive di personalità giuridica. Ogni contea è governata da un consiglio eletto di supervisori.

### Rappresentanti federali
Lo Stato della California elegge 53 membri della Camera dei Rappresentanti, ciò che ne fa lo Stato con la delegazione più grande del Congresso nazionale. Di conseguenza, la California, ha anche il maggior numero di voti elettorali nelle elezioni presidenziali, con 55 grandi elettori.
I senatori statunitensi della California sono due, entrambi appartenenti al Partito Democratico: Laphonza Butler, nominata nel 2023 dal governatore in sostituzione della defunta Dianne Feinstein, anch'essa appartenente al Partito Democratico, ed Alex Padilla, che nel 2021 ha sostituito la collega di partito Kamala Harris, diventata in tale anno vicepresidente degli Stati Uniti nell'amministrazione del presidente Joe Biden.

### Elezioni
| Anno | Anno | Repubblicani | Repubblicani     | Democratici | Democratici       |
| ---- | ---- | ------------ | ---------------- | ----------- | ----------------- |
|      | 2024 |              | 38,32% 6 061 323 |             | 58,50% 9 254 728  |
|      | 2020 |              | 34,32% 6 006 518 |             | 63,48% 11 110 639 |
|      | 2016 |              | 32,80% 3 916 209 |             | 61,60% 7 362 490  |
|      | 2012 |              | 37,12% 4 839 958 |             | 60,24% 7 854 285  |
|      | 2008 |              | 36,91% 5 011 781 |             | 60,94% 8 274 473  |
|      | 2004 |              | 44,36% 5 509 826 |             | 54,40% 6 745 485  |
|      | 2000 |              | 41,65% 4 567 429 |             | 53,45% 5 861 203  |
|      | 1996 |              | 38,21% 3 828 380 |             | 51,10% 5 119 835  |
|      | 1992 |              | 32,61% 3 630 574 |             | 46,01% 5 121 325  |
|      | 1988 |              | 51,13% 5 054 917 |             | 47,56% 4 702 233  |
|      | 1984 |              | 57,51% 5 467 009 |             | 41,27% 3 922 519  |
|      | 1980 |              | 52,69% 4 524 858 |             | 35,91% 3 083 661  |
|      | 1976 |              | 49,35% 3 882 244 |             | 47,57% 3 742 284  |
|      | 1972 |              | 55,01% 4 602 096 |             | 41,54% 3 475 847  |
|      | 1968 |              | 47,82% 3 467 664 |             | 44,74% 3 244 318  |
|      | 1964 |              | 40,79% 2 879 108 |             | 59,11% 4 171 877  |
|      | 1960 |              | 50,10% 3 259 722 |             | 49,55% 3 224 099  |

Dal 1899 al 1939, gli elettori della California avevano votato governatori repubblicani. Dal 1990, la California ha generalmente scelto candidati democratici agli uffici federali, statali e locali, tra cui l'attuale governatore Gavin Newsom. Lo Stato ha comunque eletto alcuni governatori repubblicani, in genere esponenti delle correnti repubblicane più moderate e centriste; tra di essi si ricorda Arnold Schwarzenegger.
I democratici anche ora detengono la maggioranza in entrambe le camere legislative statali. Ci sono 56 democratici e 24 repubblicani alla Camera e 26 democratici e 12 repubblicani al Senato.
Il fatto che la California negli ultimi decenni si sia collocata tra gli Stati progressisti e dominati dal Partito Democratico è più evidente nelle elezioni presidenziali, in quanto i repubblicani non vincono grandi elettori della California dal 1988 e attualmente lo Stato esprime due senatori democratici.
In generale, la forza democratica è concentrata nelle regioni costiere popolate dell'area metropolitana di Los Angeles e della San Francisco Bay Area. La forza repubblicana è più grande nelle parti orientali dello Stato. La Contea di Orange rimane in gran parte repubblicana.
Uno studio ha classificato Berkeley, Oakland, Inglewood e San Francisco nella top 20 delle città più liberal americane; e Bakersfield, Orange, Escondido, Garden Grove e Simi Valley tra le prime 20 città più conservatrici.
Nel mese di ottobre 2012, dei 23 802 577 aventi diritto al voto, 18 245 970 persone si sono registrate per votare. Tra le persone registrate, i tre maggiori gruppi erano Democratici (7 966 422), Repubblicani (5 356 608), e Decline to State (3 820 545). La Contea di Los Angeles ha avuto il maggior numero di democratici registrati (2 430 612) e repubblicani (1 037 031) di qualsiasi altra contea dello Stato.

### Forze armate
In California, nel 2009, il Dipartimento della difesa degli Stati Uniti d'America contava un totale di 117 806 persone in servizio attivo, dei quali 88 360 marinai o marines, 18 339 aviatori e 11 097 soldati, con 61 365 impiegati civili del Dipartimento della difesa. Inoltre, vi erano un totale di 57 792 riservisti.
Nel 2010 la contea di Los Angeles era quella da cui proveniva la maggior parte delle reclute militari negli Stati Uniti, con 1 437 persone arruolate. Tuttavia, nel 2002, i californiani erano relativamente sottorappresentati nell'esercito in proporzione alla popolazione.
Nel 2000 la California aveva 2 569 340 veterani del servizio militare degli Stati Uniti: 504 010 avevano combattuto durante la seconda guerra mondiale, 301 034 nella guerra di Corea, 754 682 nella guerra del Vietnam e 278 003 nelle guerre degli anni 1990-2000 (inclusa la guerra del Golfo Persico). Nel 2010 vi erano 1 954 775 veterani in California, dei quali 1 457 875 avevano svolto il servizio durante un periodo di conflitto armato, e oltre 4 000 persone avevano svolto il servizio prima della seconda guerra mondiale (la più grande popolazione di questo gruppo in tutti gli Stati).
Le forze militari della California consistono della Guardia Nazionale della California, le Riserve Militari dello Stato della California e i Corpi Cadetti della California.
Il 5 agosto 1950 un Boeing B-29 Superfortress della United States Air Force, che trasportava una bomba nucleare, si schiantò poco dopo il decollo dalla Travis Air Force Base. Il brigadiere generale Robert F. Travis, pilota comandante del bombardiere, fu tra i morti.

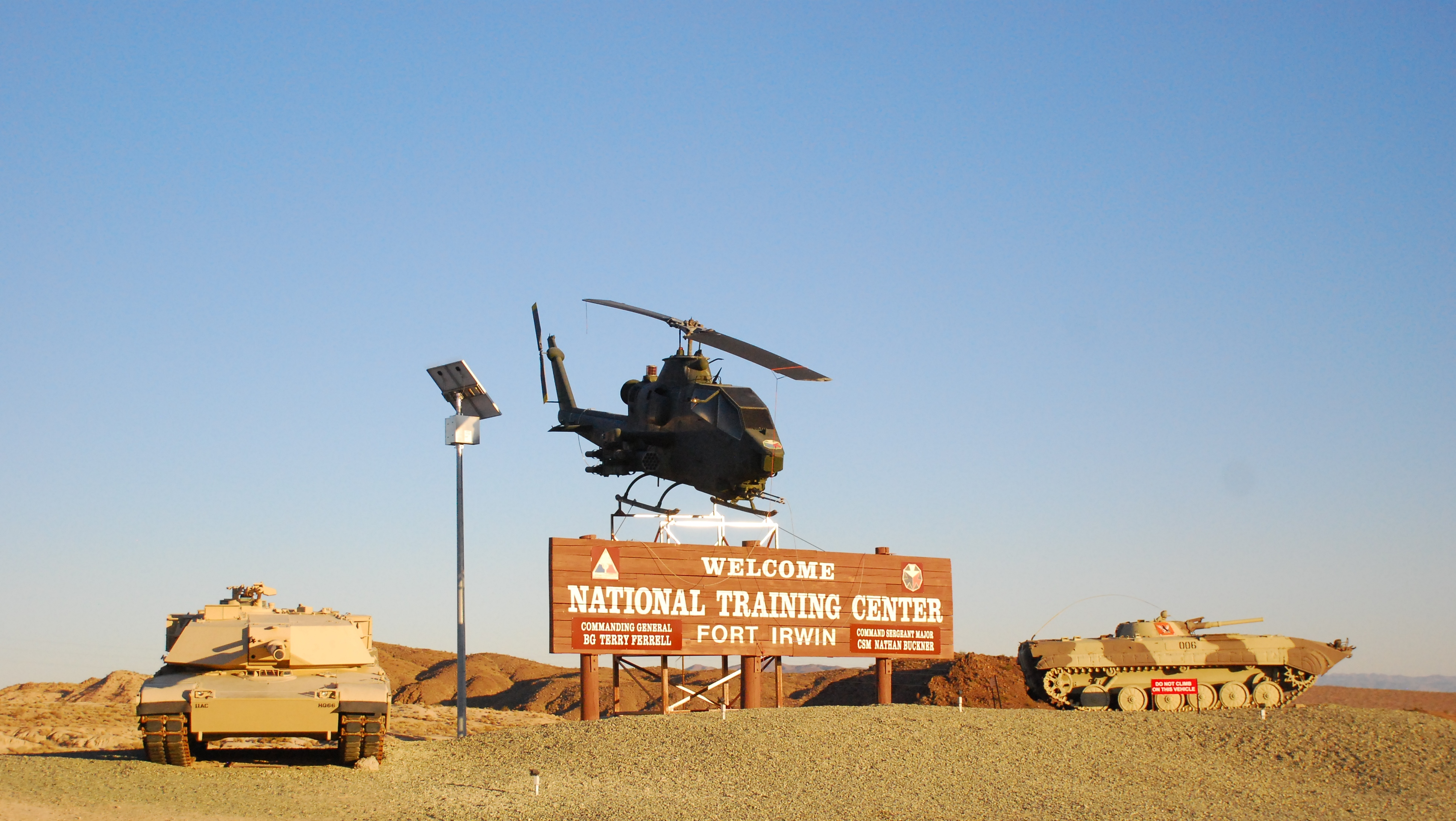
Fort Irwin
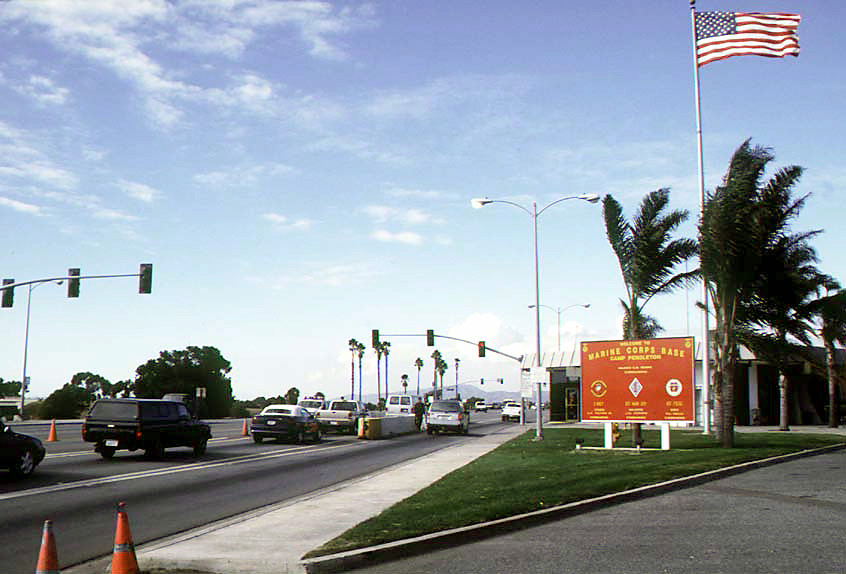
Camp Pendleton
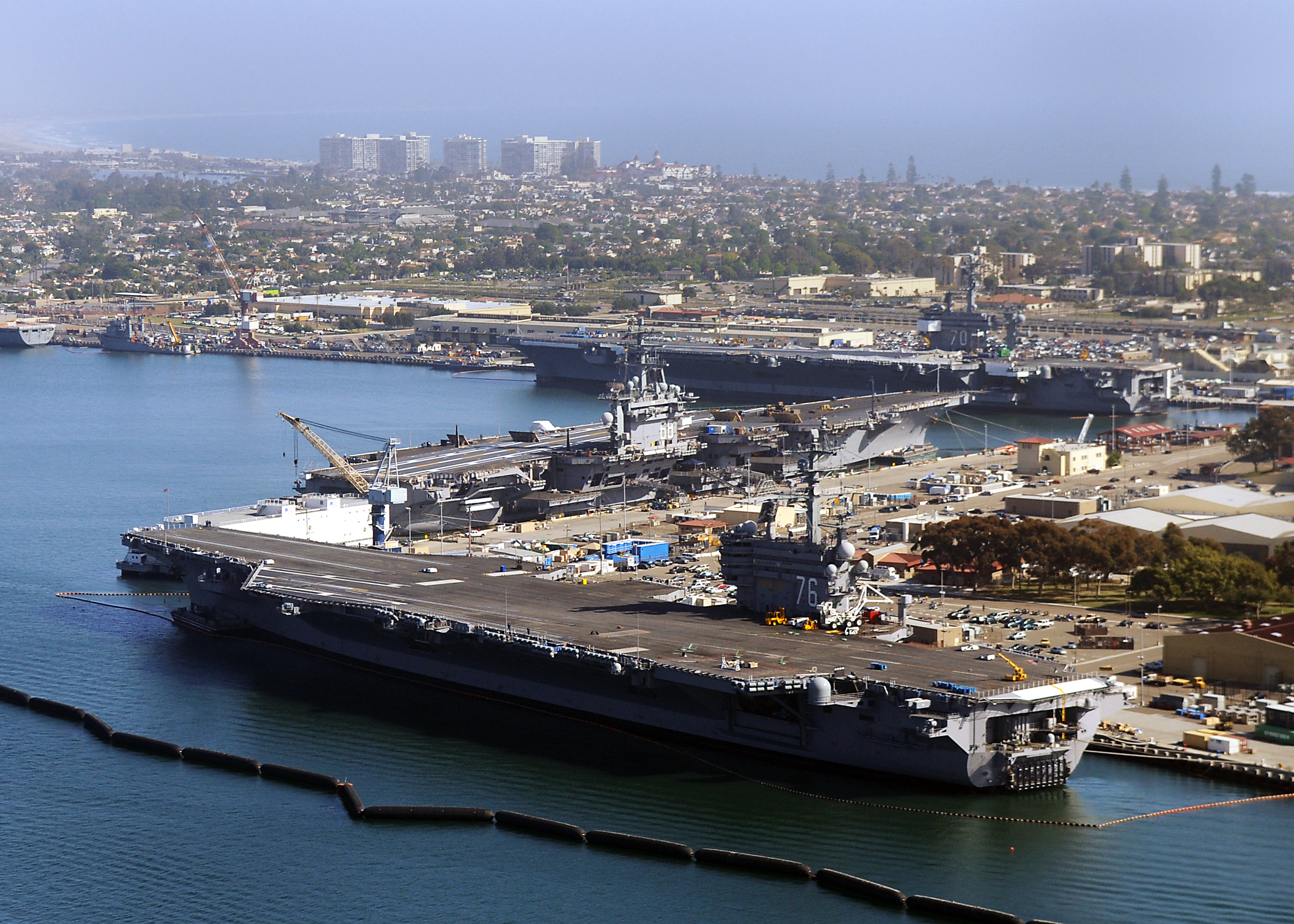
NAS North Island
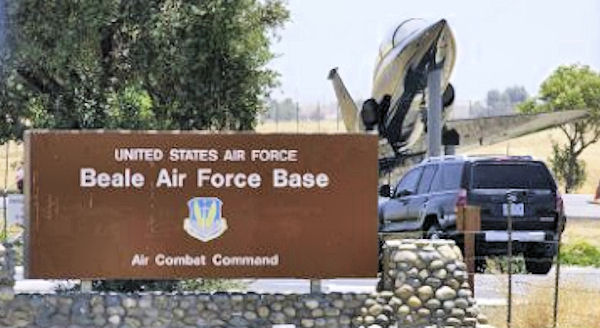
Beale Air Force Base
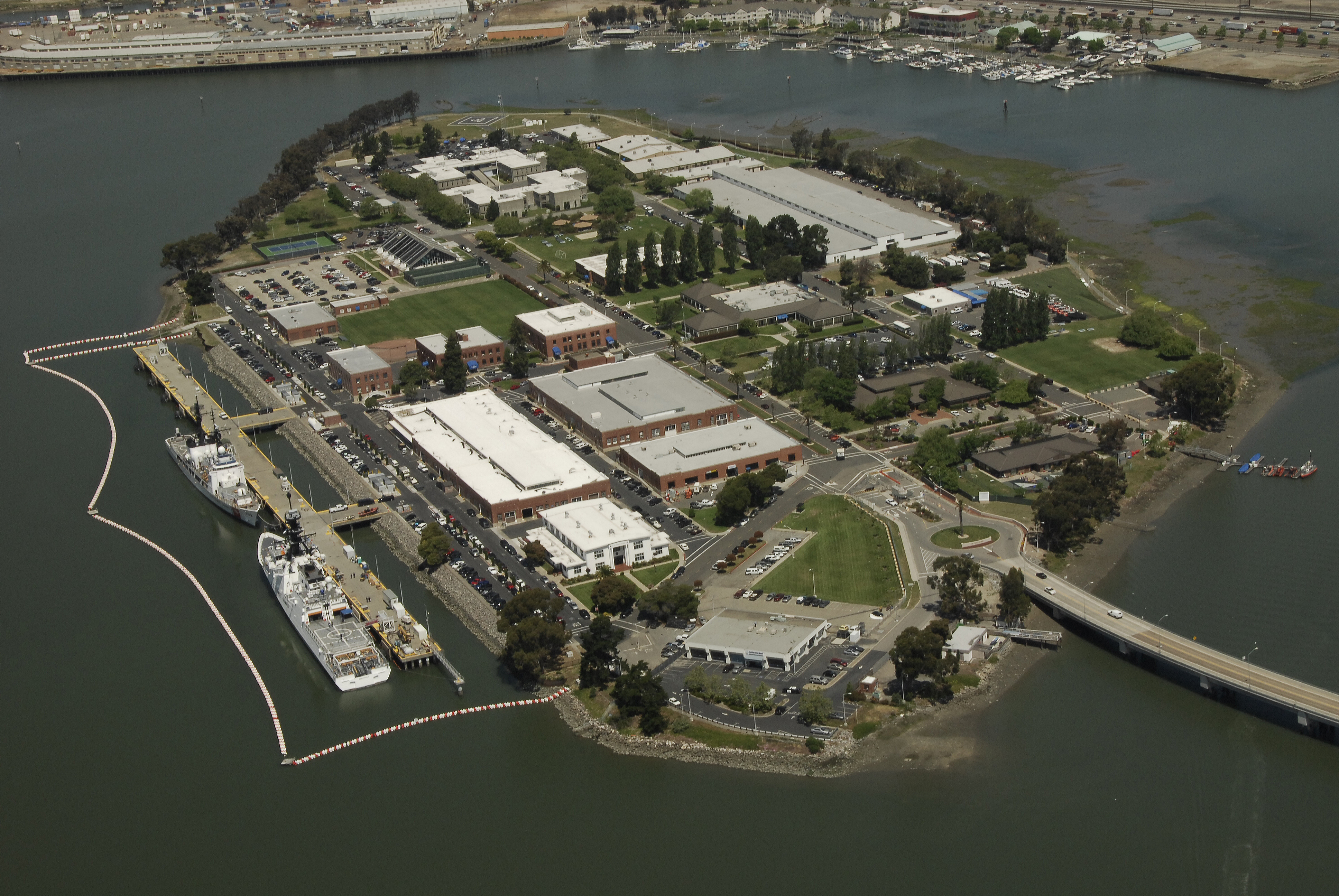
Coast Guard Island

## Amministrazione

### Gemellaggi
- Catalogna, Spagna[85]

## Sport

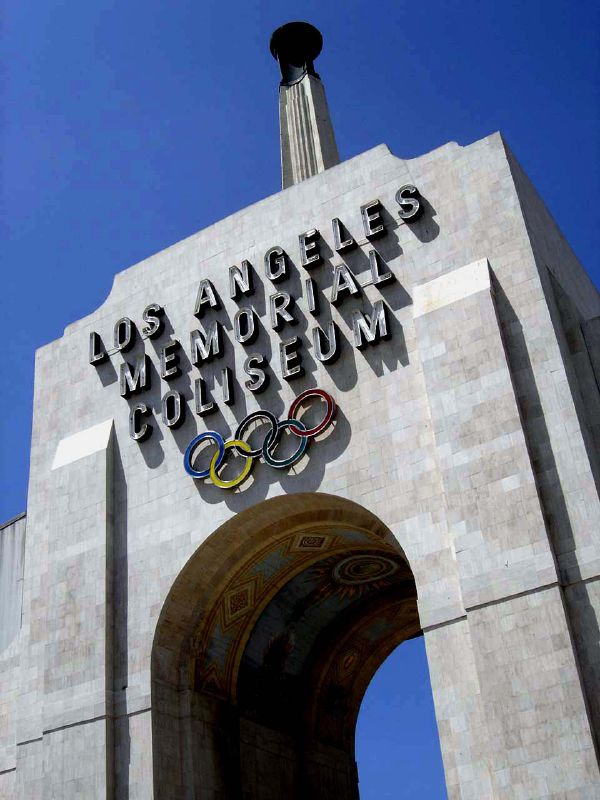
Il Los Angeles Memorial Coliseum. Inaugurato nel 1923, fu l'impianto che ospitò due edizioni dei Giochi olimpici, nel 1932 e nel 1984. Per la sua durata e il suo colore è chiamato The Grand Old Lady o anche The Old Gray Lady dagli abitanti di Los Angeles.

Le squadre della California che partecipano alle Maggiori leghe sportive professionistiche americane:

### Football americano - NFL
- Los Angeles Rams
- Los Angeles Chargers
- San Francisco 49ers

### Baseball - MLB
- Los Angeles Angels
- Los Angeles Dodgers
- Oakland Athletics
- San Diego Padres
- San Francisco Giants

### Pallacanestro - NBA / NBA G-League
- Golden State Warriors
- Los Angeles Clippers
- Los Angeles Lakers
- Sacramento Kings
- Santa Cruz Warriors
- Agua Caliente Clippers
- South Bay Lakers
- Stockton Kings

### Hockey - NHL
- Anaheim Ducks
- Los Angeles Kings
- San Jose Sharks

### Calcio - MLS
- Los Angeles Galaxy
- Los Angeles FC
- San Jose Earthquakes

### Lacrosse - MLL
- San Francisco Dragons
- San Jose Stealth

### Annotazioni
1. ↑  Anche il Minnesota ha una moratoria sulla costruzione di nuovi siti nucleari, in vigore dal 1994.[59]

### Fonti
1. ↑  (EN) California, su census.gov, 1º luglio 2019. URL consultato il 23 aprile 2021.
2. ↑  (EN) American FactFinder—Results, su factfinder.census.gov, U.S. Census Bureau, 24 gennaio 2018. URL consultato il 24 ottobre 2017 (archiviato dall'url originale il 24 gennaio 2018).
3. ↑   GDP by State, su GDP by State | U.S. Bureau of Economic Analysis (BEA), Bureau of Economic Analysis. URL consultato il 10 aprile 2022.
4. ↑  (EN) World Population Prospects—Population Division—United Nations, su esa.un.org. URL consultato il 25 settembre 2022 (archiviato dall'url originale il 2 settembre 2017).
5. ↑  (EN) U.S. metro areas—ranked by Gross Metropolitan Product (GMP) 2020 | Statistic, su Statista. URL consultato il 25 settembre 2022.
6. ↑  (EN) GDP by Metropolitan Area | U.S. Bureau of Economic Analysis (BEA), su Bea.gov. URL consultato il 25 settembre 2022.
7. ↑  (EN) Largest Companies by Market Cap Today • Dogs of the Dow, su Dogs of the Dow, 17 giugno 2019. URL consultato il 25 settembre 2022.
8. ↑  (EN) Bloomberg Billionaires Index, Bloomberg. URL consultato il 25 settembre 2022.
9. ↑  (EN) Opinion: California is Still America's Future, su NBC News. URL consultato il 5 novembre 2022.
10. ↑  (EN) Melissa McNamara, California Is A Political Trendsetter, su CBS News, 30 ottobre 2006. URL consultato il 5 novembre 2022.
11. ↑  (EN) Benjamin Schwarz, California Dreamers, su The Atlantic, 1º luglio 2009. URL consultato il 5 novembre 2022.
12. ↑  (EN) Robert C. Post, Hot Rods and Customs: The Men and Machines of California's Car Culture, at the Oakland Museum of California, in Technology and Culture, vol. 39, 1ª ed., gennaio 1998,  pp. 116-121, DOI:10.2307/3107006, ISSN 0040-165X (WC · ACNP), JSTOR 3107006.
13. ↑  (EN) Chris Weller, The most important invention from every state, su Business Insider, 8 giugno 2017.
14. ↑  (EN) Some People Don't Know These 10 Things Came From Southern California, su OnlyInYourState, 18 giugno 2016.
15. ↑  (EN) 15 Things the world needs to be thanking California for, su Matador Network.
16. ↑  (EN) Brian Palmer, The C-Free Diet, su Slate, 10 luglio 2013.
17. ↑  (EN) CDFA—Statistics, su CDFA.CA.gov, California Department of Food and Agriculture.
18. ↑  (EN) California farms produce a lot of food—but what and how much might surprise you, in Orange County Register, 27 luglio 2017.
19. ↑  (EN) Emma Newburger, Western drought fueled by climate change is the worst in 1,200 years, scientists say, su cnbc.com, CNBC, 14 febbraio 2022. URL consultato il 5 novembre 2022.
20. ↑  (EN) Meredith Deliso, Why California has blackouts: A look at the power grid, su abcnews.go.com, ABC News, 9 settembre 2022. URL consultato il 5 novembre 2022.
21. ↑  (EN) Bettina Boxall e Paige St. John, California's most destructive wildfire should not have come as a surprise, Los Angeles Times, 10 novembre 2018. URL consultato il 5 novembre 2022.
22. ↑  (EN) Advancing Drought Science and Preparedness across the Nation, su drought.gov, National Integrated Drought Information System. URL consultato il 5 novembre 2022 (archiviato dall'url originale l'11 novembre 2018).
23. ↑  (EN) Drought has already cost close to $2 billion and 14,000 jobs, and it's likely not over yet, su kvpr.org, 14 marzo 2022. URL consultato il 5 novembre 2022.
24. ↑  Secondo la  Chronology of California History. (accesso 1º aprile 2006) sul sito di "Sons of the Revolution in California", il prete messicano Miguél Venegas propose questa teoria nel 1757.
25. ↑   Mario Pei, La meravigliosa storia dei nomi di luogo e di persona, in La meravigliosa storia del linguaggio, Sansoni, 1952,  p. 39. URL consultato il 27 dicembre 2013 (archiviato il 28 dicembre 2013).
26. ↑  Erwin G. Gudde e William Bright, California Place Names: The Origin and Etymology of Current Geographical Names, 2004, p. 59-60.
27. ↑  (EN) David Lavender, California: Land of New Beginnings, University of Nebraska Press, 1987,  p. 27, ISBN 0-8032-7924-8, OCLC 15315566.
28. ↑  (EN) Online Etymology Dictionary, su etymonline.com, 24 giugno 1957. URL consultato il 2 luglio 2010 (archiviato il 14 maggio 2011).
29. ↑  (ES) Etimología de California, su etimologias.dechile.net. URL consultato il 13 dicembre 2010 (archiviato il 22 agosto 2011).
30. ↑   California climate averages, su weatherbase.com, Weatherbase. URL consultato l'11 novembre 2015 (archiviato il 31 dicembre 2015).
31. ↑   California, su Britannica.
32. ↑   Big Era Two: Human Beings Almost Everywhere – 200,000 – 10,000 Years Ago (PDF), su World History For Us All, San Diego State University. URL consultato il 5 novembre 2022 (archiviato dall'url originale il 2 settembre 2006).
33. ↑  Klein, Barry T. Reference Encyclopedia of the American Indian. 7th ed. West Nyack, NY: Todd Publications, 1995
34. ↑  (EN) California, su United States Census Bureau, 1º luglio 2019. URL consultato il 23 aprile 2021.
35. 1 2   Italian Americans in California: Introduction, su bancroft.berkeley.edu. URL consultato il 22 novembre 2020 (archiviato il 19 ottobre 2020).
36. 1 2   California, su mla.org, Modern Language Association. URL consultato l'11 agosto 2013 (archiviato dall'url originale il 1º dicembre 2007).
37. ↑   Hyon B. Shin e Robert A. Kominski, Language Use in the United States: 2007 (PDF), in United States Census Bureau, United States Department of Commerce, aprile 2010. URL consultato il 27 maggio 2013 (archiviato il 14 giugno 2013).
38. ↑   California (USA): State, Major Cities, Towns & Places, su citypopulation.de, City Population, 19 febbraio 2011. URL consultato il 13 luglio 2015 (archiviato il 14 luglio 2015).
39. 1 2   Regional Economic Accounts (interactive tables), su Bureau of Economic Analysis. URL consultato il 31 gennaio 2010 (archiviato dall'url originale il 7 aprile 2010).
40. ↑   Country Comparison :: GDP (purchasing power parity), su The World Factbook, Central Intelligence Agency. URL consultato il 31 gennaio 2010 (archiviato il 4 giugno 2011).
41. ↑  (EN) News Release: State Personal Income 2006, su bea.gov, Bureau of Economic Analysis. URL consultato il 21 giugno 2011 (archiviato dall'url originale il 22 giugno 2013).
42. ↑  (EN) California's San Joaquin Valley: A Region in Transition (PDF), su centralvalleybusinesstimes.com, The Library of Congress, 12 dicembre 2005. URL consultato il 21 giugno 2011 (archiviato dall'url originale il 24 marzo 2009).
43. 1 2   Aria Bendix, California's homelessness crisis is spiraling out of control. These mayors want to solve it with tiny homes, trailers, and floating apartments., su Business Insider. URL consultato il 19 ottobre 2019 (archiviato il 19 ottobre 2019).
44. ↑  (EN) Jacob Passy, Nearly half of the U.S.’s homeless people live in one state: California, su MarketWatch. URL consultato il 19 ottobre 2019 (archiviato il 27 settembre 2019).
45. ↑   Tour California: come organizzare un viaggio nel Golden State, su viaggi-usa.it (archiviato il 20 gennaio 2015).
46. ↑   Steven Mufson, In Energy Conservation, Calif. Sees Light, in The Washington Post, 17 febbraio 2007. URL consultato il 28 febbraio 2010 (archiviato il 3 febbraio 2009).
47. ↑   California – U.S. Energy Information Administration (EIA), su tonto.eia.doe.gov, 20 ottobre 2011. URL consultato il 28 ottobre 2011 (archiviato dall'url originale il 29 dicembre 2010).
48. ↑   California OKs new transmission for renewables, su reuters.com, 17 dicembre 2009.
49. ↑  California OKs new transmission for renewables Reuters, 17 dicembre 2009.
50. ↑  Mark Z. Jacobson et al.: A roadmap for repowering California for all purposes with wind, water, and sunlight. In: Energy 73 (2014), 875-889, DOI: 10.1016/j.energy.2014.06.099
51. ↑   Governor Newsom, most state lawmakers took money from convicted felon PG&E, su KXTV. URL consultato il 19 ottobre 2019 (archiviato il 19 ottobre 2019).
52. ↑  (EN) PG&E Guilty of 6 Felony Charges in San Bruno Pipeline Explosion, su ThomasJHenry, 10 agosto 2016. URL consultato il 19 ottobre 2019 (archiviato il 19 ottobre 2019).
53. ↑  (EN) Hannah Norman, New PG&E CEO to rake in a salary more than double that of Geisha Williams, his predecessor, su bizjournals.com, American City Business Journals, 16 aprile 2019. URL consultato il 19 ottobre 2019 (archiviato l'11 ottobre 2019).
54. ↑  (EN) PG&E monthly rates may rise. Here's what you need to know, su Santa Rosa Press Democrat, 3 settembre 2019. URL consultato il 19 ottobre 2019 (archiviato il 19 ottobre 2019).
55. ↑  (EN) Katherine Blunt, PG&E CEO Says It Could Impose Blackouts in California for a Decade, su WSJ. URL consultato il 19 ottobre 2019 (archiviato il 19 ottobre 2019).
56. ↑   How a nuclear stalemate left radioactive waste stranded on a California beach, The Verge, 28 agosto 2018.
57. ↑   Kate Brown, Opinion: California's San Onofre nuclear plant is a Chernobyl waiting to happen, Los Angeles Times, 19 novembre 2019.
58. ↑   Jim Doyle, Nuclear power industry sees opening for revival, San Francisco Chronicle, 9 marzo 2009,  p. A-1. URL consultato il 12 novembre 2022.
59. ↑   Mark Brunswick, Minnesota House says no to new nuclear power plants, in Star Tribune, Minnesota, Chris Harte, 30 aprile 2009. URL consultato il 12 novembre 2022 (archiviato dall'url originale il 16 ottobre 2012).
60. ↑   Katharine Mieszkowski, California Is Tops in Worst Roads—Pulse of the Bay, su baycitizen.org, The Bay Citizen, 2 settembre 2010. URL consultato il 12 novembre 2022 (archiviato dall'url originale il 22 luglio 2011).
61. ↑   A bridge too far gone, The Economist, 9 agosto 2007.
62. ↑   19th Annual Report on the Performance of State Highway Systems (1984–2008) (PDF), su Reason.org (archiviato dall'url originale il 9 ottobre 2022).
63. ↑   The San Francisco—Oakland Bay Bridge Facts at a glance, su dot.ca.gov, California Department of Transportation. URL consultato il 12 novembre 2022.
64. ↑   Bob Pool, Pasadena Freeway getting a new look and a new name, Los Angeles Times, 25 giugno 2010. URL consultato il 12 novembre 2022.
65. ↑   L.A.'s Famous Four-Level Freeway Interchange, 'The Stack', Turns 58, su kcet.org, KCET, 22 settembre 2011. URL consultato il 12 novembre 2022.
66. 1 2  Patrick Burnson, Top 30 U.S. Ports 2019: Trade tensions determine where cargo goes next, Logistics Management (10 maggio 2019).
67. ↑   Statistics for Publication, January through December 2021, su dmv.ca.gov, State of California—Department of Motor Vehicles.
68. ↑   Michael Cabanatuan, Calif. Amtrak ridership rising on state trains, The San Francisco Chronicle, 8 gennaio 2011.
69. ↑   Michael Cabanatuan, Plan for high-speed rail system released, The San Francisco Chronicle, 17 agosto 2010.
70. ↑   Article II of the California Constitution, su California Office of Legislative Counsel. URL consultato il 23 dicembre 2022.
71. ↑   Debra Bowen, Voter-Nominated Offices Information (PDF), su sos.ca.gov, California Secretary of State. URL consultato il 23 dicembre 2022 (archiviato dall'url originale il 24 dicembre 2013).
72. 1 2 3   Debra Bowen, Voter-Nominated Offices Information, su sos.ca.gov, California Secretary of State. URL consultato il 23 dicembre 2022 (archiviato dall'url originale il 26 giugno 2014).
73. ↑   Don Thompson, Calif. Struggles with sentencing reform, USA Today, 8 dicembre 2007. URL consultato il 23 dicembre 2022.
74. ↑   Death Row Inmates by State and Size of Death Row by Year | Death Penalty Information Center, su deathpenaltyinfo.org. URL consultato il 23 dicembre 2022.
75. ↑   State Execution Rates | Death Penalty Information Center, su deathpenaltyinfo.org. URL consultato il 23 dicembre 2022.
76. ↑  (EN) Inmates Executed 1978 to Present, su Capital Punishment. URL consultato il 23 dicembre 2022.
77. ↑   State Ballot Measures - Statewide Results (archiviato dall'url originale il 9 novembre 2012).
78. ↑   Superior Courts - superior_courts, su courts.ca.gov. URL consultato il 28 luglio 2020 (archiviato il 14 luglio 2020).
79. ↑   Presidential General Election Results Comparison – Connecticut, su uselectionatlas.org, Dave Leip's Atlas of United States Presidential Elections, 2005. URL consultato il 20 gennaio 2007 (archiviato il 15 dicembre 2006).
80. ↑   Table 508. Military and Civilian Personnel in Installations: 2009 (PDF), su United States Census Bureau, United States Department of Commerce, 2012. URL consultato il 4 gennaio 2023 (archiviato dall'url originale il 17 ottobre 2011).
81. ↑   Military recruitment 2010, su nationalpriorities.org, National Priorities Project, 30 giugno 2011. URL consultato il 4 gennaio 2023.
82. ↑   David R. Segal e Mady Wechsler Segal, America's Military Population (PDF), in Population Bulletin, vol. 59, 4ª ed., 2004,  p. 10, ISSN 0032-468X (WC · ACNP). URL consultato il 4 gennaio 2023 (archiviato dall'url originale il 9 ottobre 2022).
83. ↑   California—Armed forces, su city-data.com. URL consultato il 4 gennaio 2023.
84. ↑  The Crash of the B-29 on Travis AFB, CA August 5, 1950, Check-six.com.
85. ↑   Senate Concurrent Resolution No. 71, su soir.senate.ca.gov, Senate Office of International Relations. URL consultato il 27 ottobre 2016 (archiviato dall'url originale il 17 ottobre 2016).